# Château de Candé
Vous lisez un « bon article » labellisé en 2019.
Pour les articles homonymes, voir Candé (homonymie).
Le château de Candé est un édifice de style Louis XII, situé dans la commune de Monts, dans le département français d'Indre-et-Loire en région Centre-Val de Loire. Il se trouve à 10 km au sud-sud-ouest de Tours sur la rive de l'Indre, au cœur d'un domaine de 260 hectares.
Un manoir Renaissance construit à l'initiative de François Briçonnet, maire de Tours en 1499-1500, remplace très certainement une maison forte médiévale dans un lieu appelé Condatum au Xe siècle. Le château est agrandi dans la seconde moitié du XIXe siècle par le riche planteur de canne à sucre anglo-cubain Santiago Drake del Castillo (né à La Havane, Cuba, en 1805) et son fils Jacques. Ceux-ci s'attachent également à faire vivre tout le domaine (développement de l'exploitation agricole et forestière, construction de bâtiments annexes). Le domaine de Candé est racheté en 1927 par l'homme d'affaires Charles Bedaux. C'est à Candé qu'est célébré le 3 juin 1937 le « mariage du siècle » entre le duc de Windsor et Wallis Simpson. Depuis 1974, le château et son parc sont la propriété du conseil départemental d'Indre-et-Loire qui les a reçus de l'État, héritier à la mort de la veuve de Charles Bedaux, survenue en 1972.
Le château et son domaine sont ouverts au public depuis 2000 ;  ils accueillent aussi, régulièrement, des événements culturels.

## Toponymie et localisation

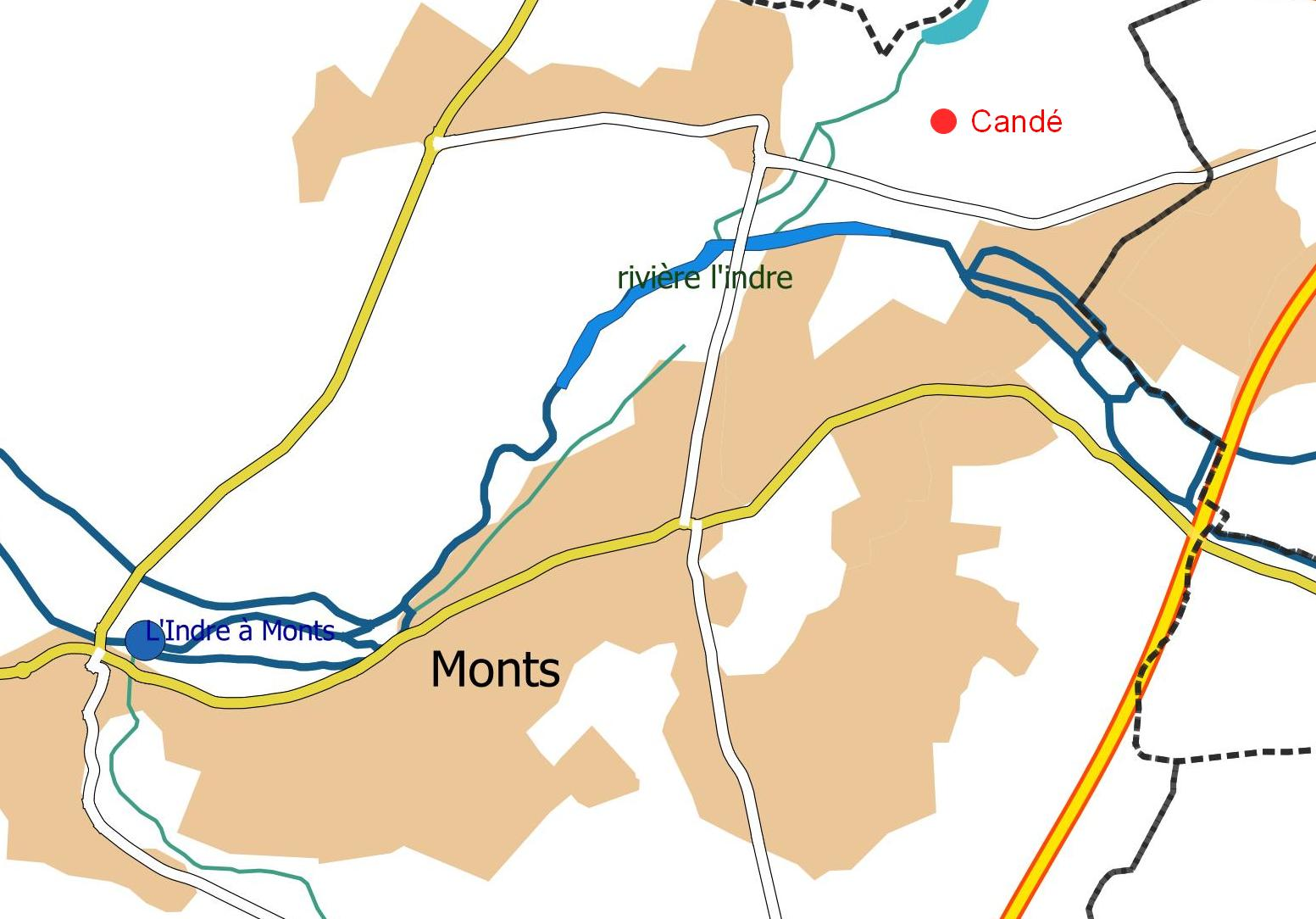
Le domaine de Candé à Monts.

Le nom du domaine, mentionné sous le nom de Condatum en 915 dans une charte de Téotolon, abbé de Saint-Julien de Tours, est la forme latinisée de Condate, étymologie prélatine indiquant la proximité d'un confluent entre plusieurs cours d'eau. Le toponyme évolue progressivement avec Candiacus en 938, puis Candeium mentionné dans une charte du prieuré Saint-Jean-du-Grais en 1239.
Le château est en effet bâti sur l'éperon situé à la confluence du ruisseau des Bois de Saint-Laurent au nord et de l'Indre au sud, sur la rive droite concave d'un méandre de cette dernière rivière. Cet éperon est, au Moyen Âge, entièrement boisé. Des alternances de périodes de défrichement et de reboisement jalonnent l'histoire du domaine. Établi à l'altitude de 79 m, le château domine la vallée du ruisseau des Bois de Saint-Laurent au nord (alt. 52 m) et la vallée de l'Indre au sud (alt. 49 m). Si le château et la plus grande partie du domaine, d'une superficie totale de 260 hectares, relèvent de la commune de Monts, une partie du parc s'étend au nord sur Joué-lès-Tours et à l'est sur Veigné.

## Historique

### Des origines aux années 1850
| - Le château de Candé sur le cadastre napoléonien (1802). Le nord se trouve à gauche. - Le château de Candé vers 1845. |

Une maison forte existe probablement sur le site de Candé dès le Xe siècle ; elle a peut-être remplacé une motte surmontée d'une tour en bois ; le domaine semble alors rattaché à la viguerie de Pont-de-Ruan. Le cartulaire de l'archevêché de Tours cite « l'hébergement de Candé » à la fin du XIIIe siècle. Si les documents d'archives évoquent l'existence de seigneurs de Candé entre le XIe et le XIVe siècle, Macé de Larçay est, en 1313, le premier d'entre eux dont le nom soit connu avec certitude. Le domaine est au Moyen Âge un fief dépendant de la châtellenie de Montbazon, même si plusieurs des parcelles qui le composent appartiennent à l'abbaye Saint-Paul de Cormery.
En 1499, François Briçonnet (maire de Tours du 1er novembre 1499 au 31 octobre 1500 puis maître de la Chambre aux deniers du roi, mort en 1504) se rend acquéreur du domaine et fait construire un pavillon de style Louis XII, à l'emplacement de l'ancienne forteresse — la guerre de Cent Ans finie, les châteaux n'ont plus de rôle défensif. Il meurt avant l'achèvement des travaux, terminés par sa fille Jeanne en 1508.
Plusieurs propriétaires vont ensuite se succéder — c'est chez l'un d'eux que meurt, en 1550, le poète Nicolas Bourbon —, sans apporter de véritables transformations au logis principal. La famille Brodeau, entre autres, détient le domaine de 1564 à 1715 : vers 1700, Jean Brodeau, grand maître des eaux et forêts, envisage de demander l'érection de Candé au rang de paroisse mais il y renonce face à l'opposition des habitants de Monts. Dans l'acte de vente du 28 juin 1751, passé entre Georges et Jeanne de Guénand, d'une part, et Pierre Anguille de La Niverdière de l'autre, il est écrit que le domaine consiste en « château maison forte, enclos de murs, douves et fossés, pont-levis, cours, coursières, granges, jardins, vergers, terres labourables, vignes, près, bois de hautes futaies et taillis, garennes, moulin, droit de pêche ». Cette description témoigne de l'importance du foncier et indique que, malgré la reconstruction de François Briçonnet, le château de Candé conserve des éléments médiévaux, et notamment une enceinte fortifiée qui n'a plus de raison d'être. Pierre Anguille de La Niverdière fait rapidement disparaître ces dispositifs défensifs.
En 1772, le domaine est amputé des moulins du Ripault sur l'Indre, mis à mal par une crue majeure de la rivière survenue deux ans auparavant. Vendus et reconstruits, ils servent à actionner une tréfilerie qui deviendra, quelques années plus tard, la poudrerie nationale du Ripault.

### Transformations dans la seconde moitié duXIXesiècle

#### Santiago Drake del Castillo: la métamorphose du château

Plan simplifié du rez-de-chaussée.
Pavillon Renaissance (Briçonnet)
Constructions 1854-1855 (Drake del Castillo)
Constructions 1864-1867 (Drake del Castillo)
Constructions 1927-1930 (Bedaux)

Blason de la famille Drake del Castillo.

Le 24 juin 1853, Santiago Drake del Castillo, héritier d'un planteur anglo-cubain et installé à Paris depuis une vingtaine d'années, acquiert le domaine auprès de Raoul Le Caron de Fleury qui vend l'ensemble de ses biens. Il entreprend une modification radicale de la demeure selon les plans de Jacques-Aimé Meffre, architecte tourangeau réputé. Il relie les tours de la façade ouest, construites vers 1840, par une balustrade et fait ajouter un vestibule sur la façade orientale. En 1857 Giuseppe Devers, un artiste italien, décore le fronton surmontant la porte d'entrée d'une peinture sur émail qui représente saint Martin partageant son manteau. Dans un second temps, chantier bien plus ambitieux, Drake del Castillo ajoute l'aile nord et son « donjon », dans le style néogothique et triple ainsi la superficie habitable. Une chapelle dédiée à sainte Claire en hommage à Charlotte Claire Spitz, seconde épouse de Santiago, est construite à l'ouest du parc, flanquée d'un bâtiment abritant une école de filles — cette école, une fois fermée et réaménagée, sert de logement au directeur de la poudrerie — et d'un autre dans lequel est installé un hospice. Tous ces travaux se déroulent entre 1864 et 1867. En même temps, Drake del Castillo entreprend de moderniser les exploitations agricoles du domaine. Le parc est entièrement restructuré selon un modèle qui semble inspiré de celui de Denis et Eugène Bühler. En 1855, Jean-Jacques Bourassé mentionne l'existence de « vastes souterrains » sous le château.
En février et mars 1871, plusieurs chambres du château sont occupées par des officiers prussiens alors que les écuries sont réquisitionnées pour loger leurs chevaux. Malade depuis plusieurs années, fortement éprouvé par la mort de sa seconde épouse en 1865 et ayant très mal vécu l'occupation temporaire du château de Candé par les troupes prussiennes, Santiago Drake del Castillo meurt le 25 octobre 1871 à Candé,.

#### Jacques Drake del Castillo: la continuité
Jacques Drake del Castillo, fils aîné de Santiago, s'il n'apporte pas de modifications importantes à l'architecture et à l'aménagement du château, sauf à terminer les travaux en cours et à remplacer les communs par de nouvelles dépendances, plus à l'écart du château pour dégager la vue, poursuit la voie engagée par son père en innovant dans les techniques agricoles mises en œuvre sur les exploitations du domaine. Il y développe notamment la culture de la vigne en adoptant des modes de culture et de vinification modernes qui lui valent des récompenses dans les concours agricoles,. Amateur d'art, il possède à Candé et dans son hôtel parisien plusieurs toiles de Claude Monet, dont il est l'ami, et d'Edgar Degas.
Personnalité politique — il est maire de Monts (1880-1900 et 1904-1918), conseiller général du canton de Montbazon (1883-1918), conseiller municipal de Tours (1900-1904) et député d'Indre-et-Loire (1893-1906), — mais également impliqué dans plusieurs sociétés savantes, il organise, en 1899 et pour la Touraine, les cérémonies du centenaire de la naissance d'Honoré de Balzac. Le repas qui clôture ces célébrations se déroule au château de Candé.

Le château de Santiago Drake del Castillo, vues extérieures.
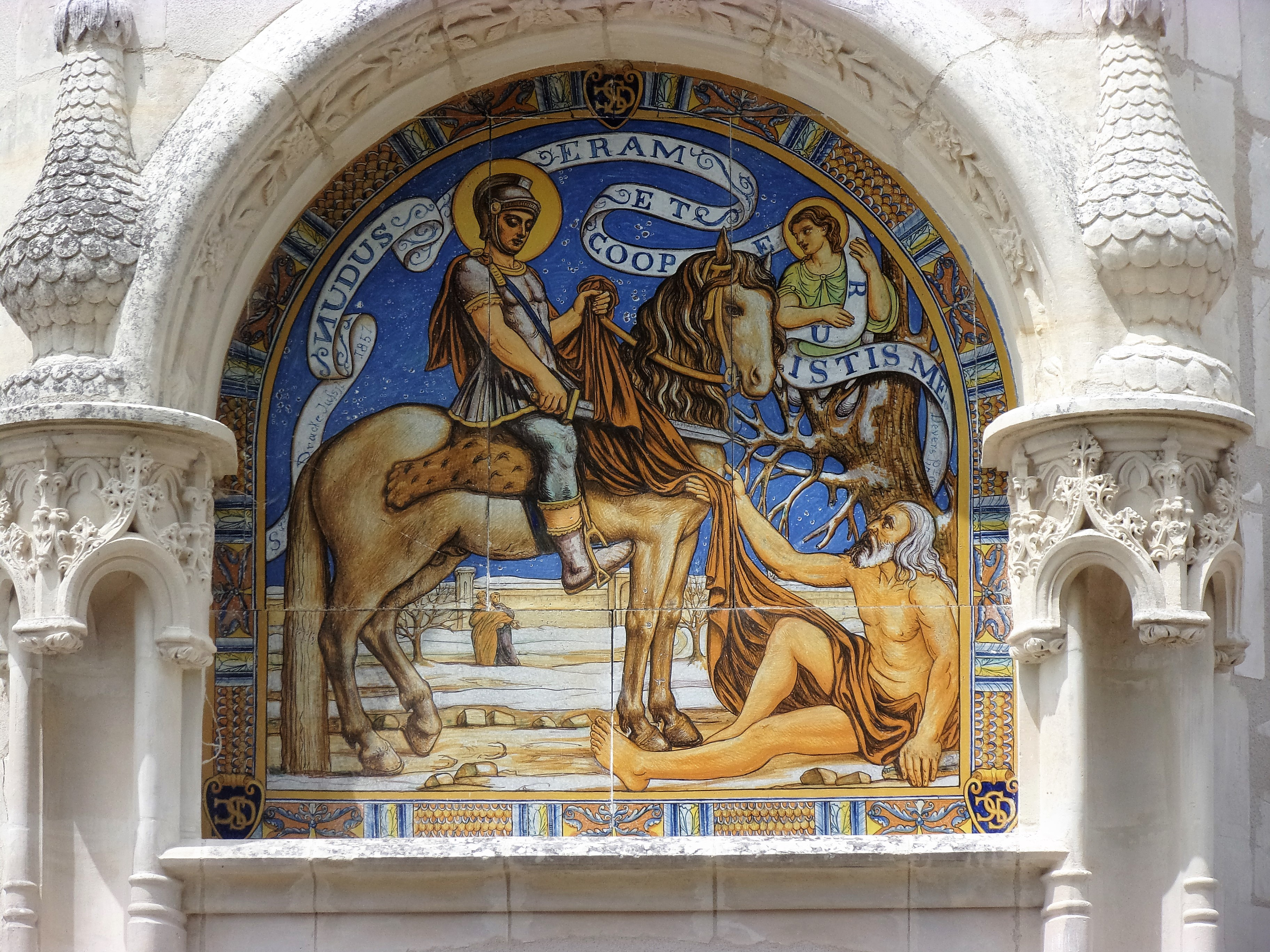
Entrée du château : saint Martin partageant son manteau.
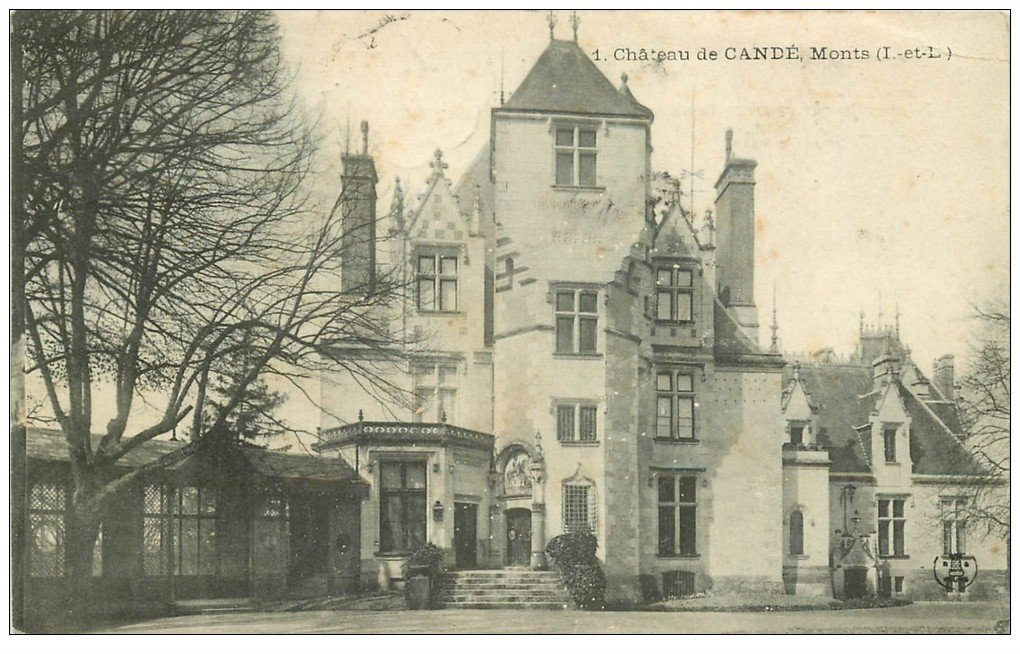
Façade orientale en 1908.
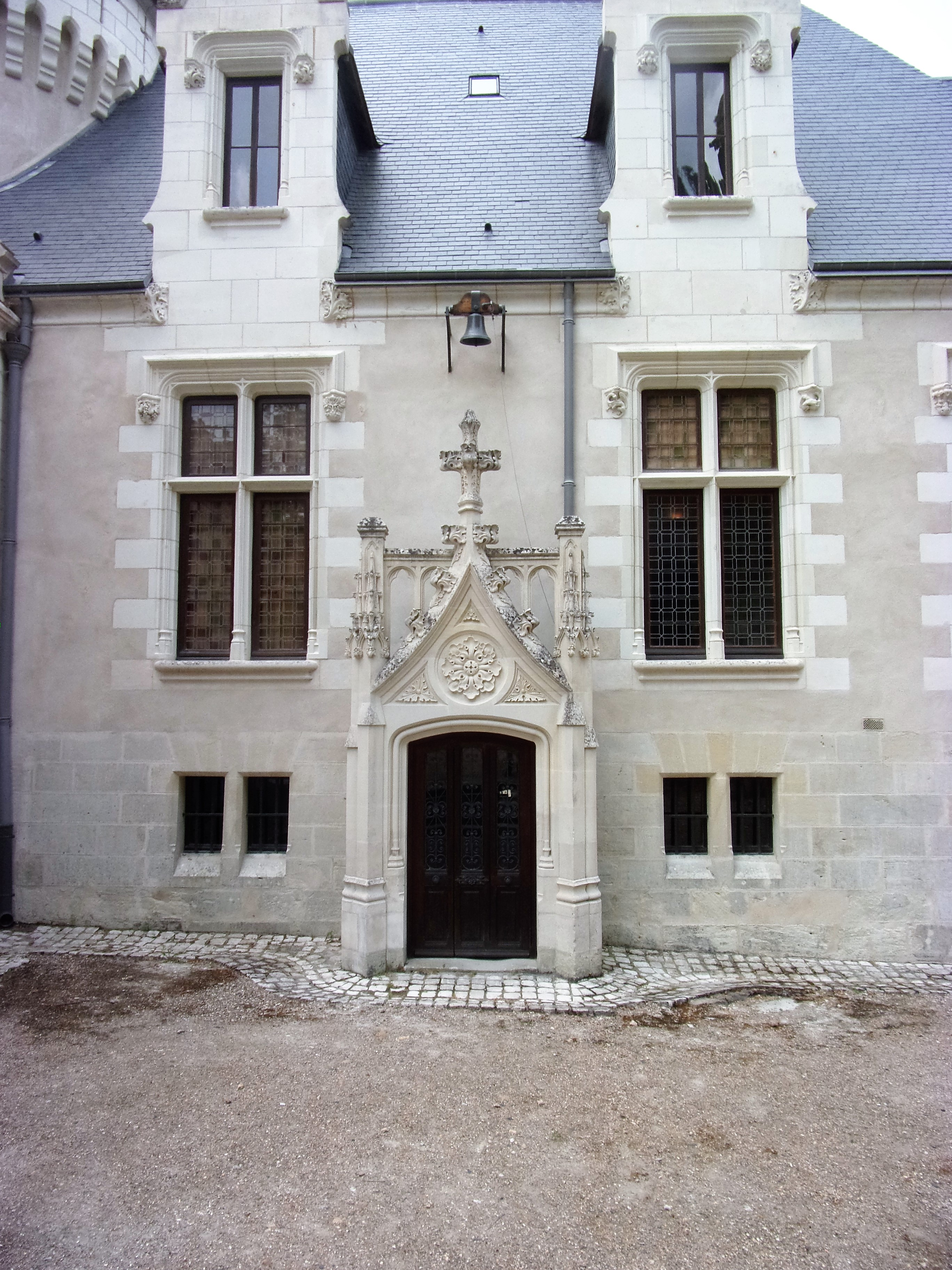
Façade orientale (porte néo-gothique).
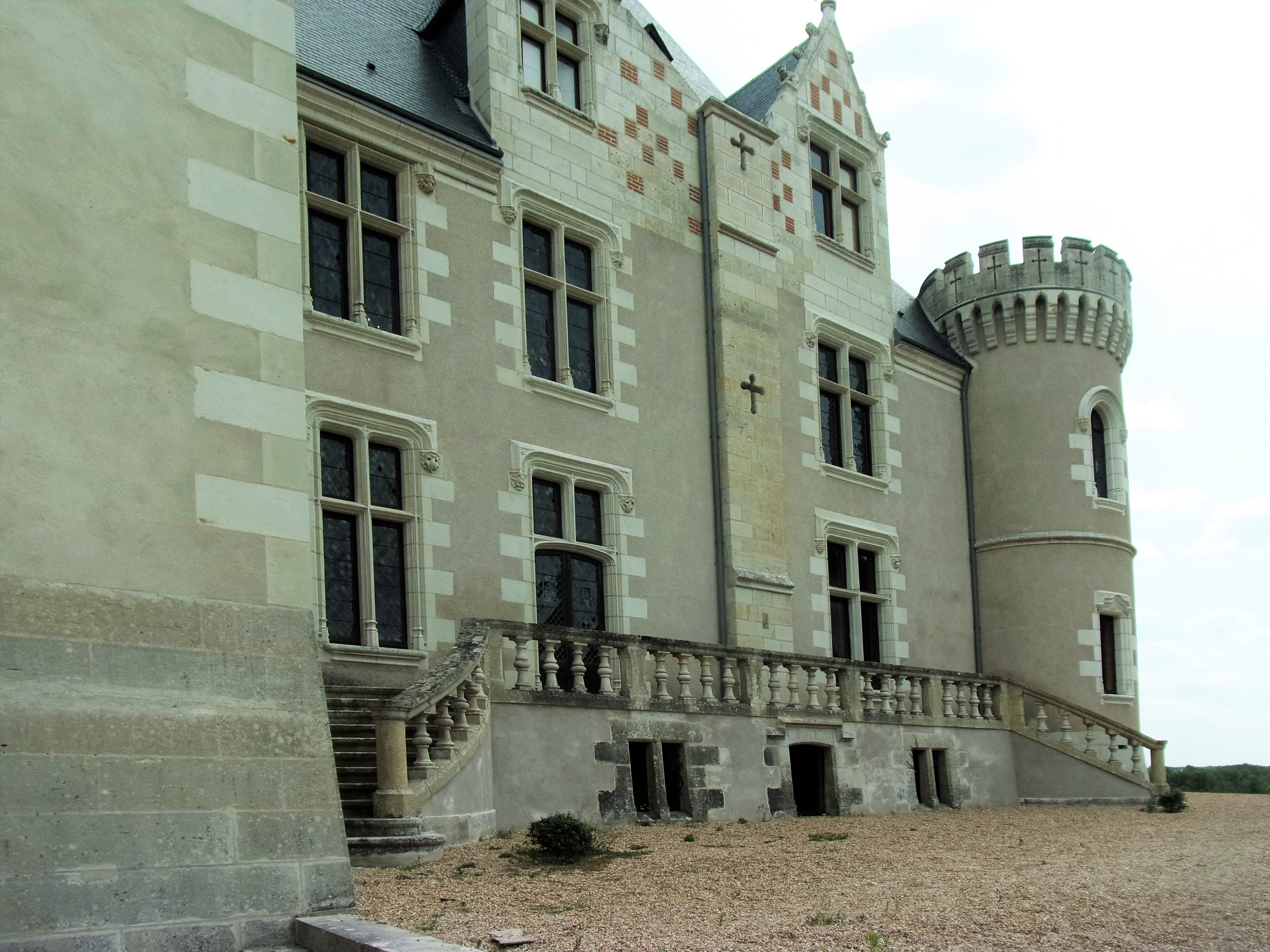
Façade occidentale (première campagne de travaux de Drake del Castillo).
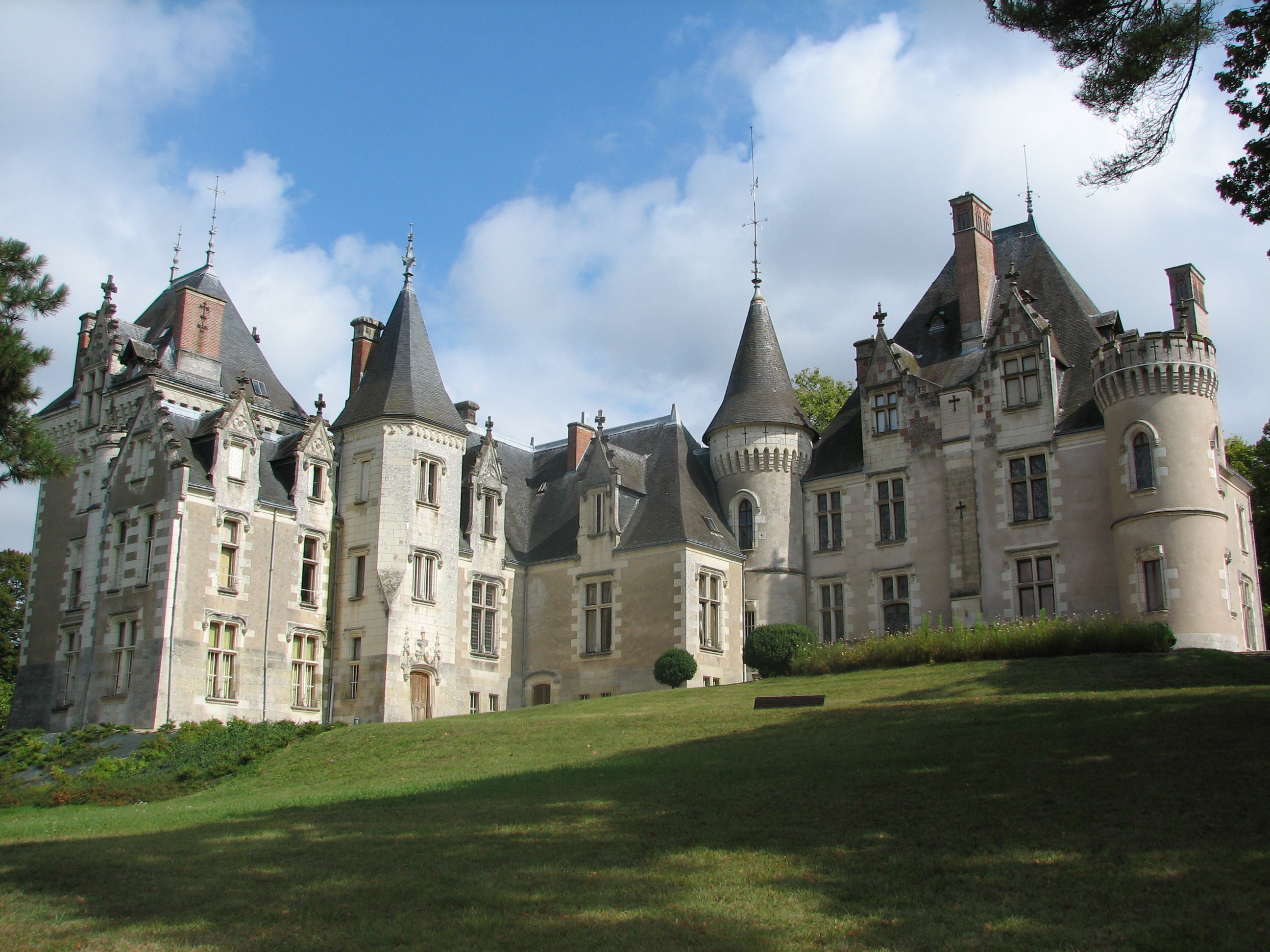
Façade occidentale (seconde campagne de travaux de Drake del Castillo).
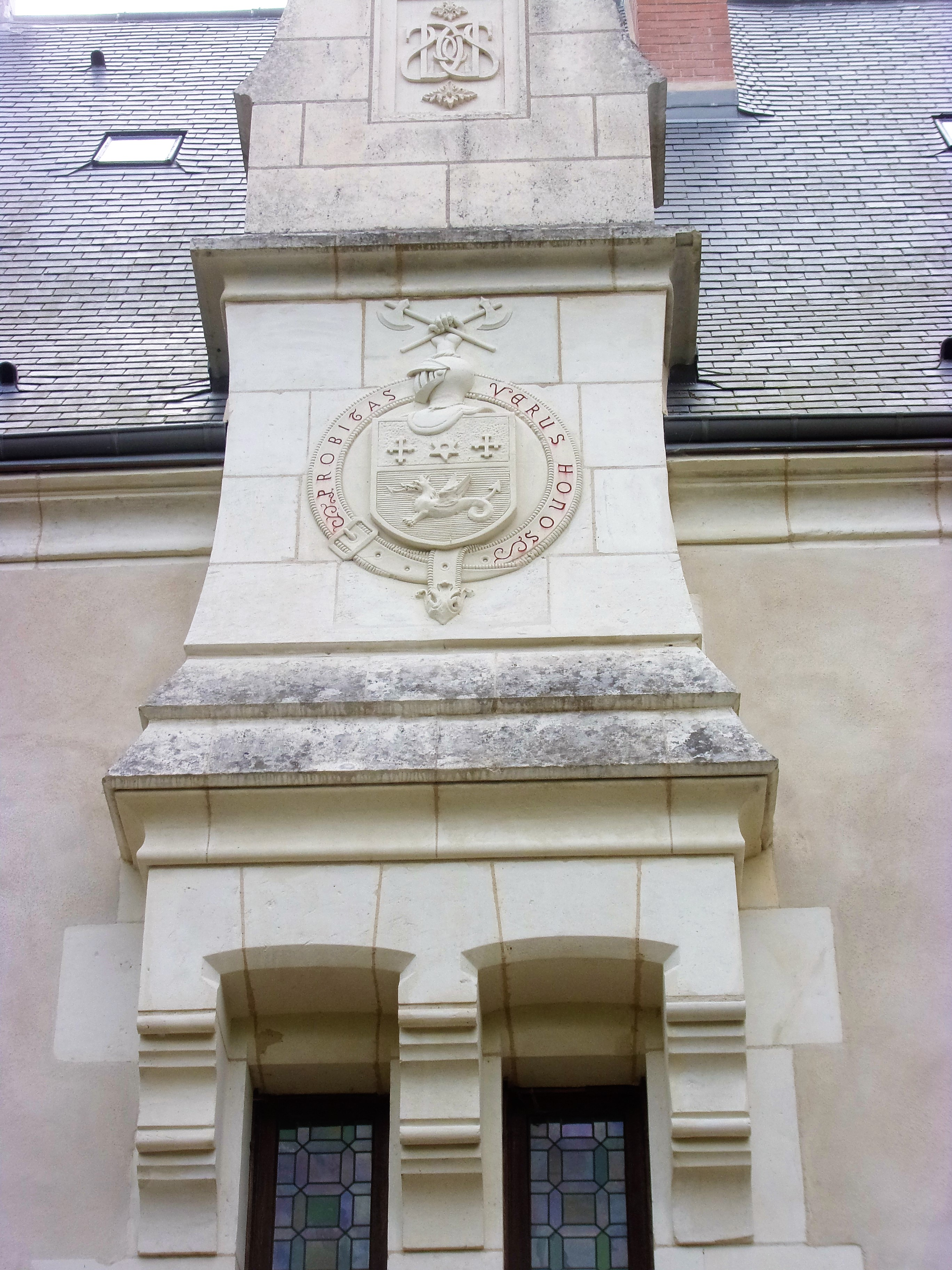
Façade nord (blason des Drake del Castillo et monogramme de Santiago).

### Modernisation et mariage princier auXXesiècle

#### Jean Drake del Castillo: la fin d'une époque
À la mort de Jacques Drake — c'est ainsi qu'il se fait appeler depuis qu'il a pris des responsabilités politiques —, qui survient en 1918, c'est son fils Jean qui reprend les rênes du domaine ainsi que la mairie de Monts, une fois la Première Guerre mondiale finie. Il déclare vouloir s'inscrire dans la continuité de l'action municipale de son père mais il n'apporte pas, dans la gestion de son patrimoine, la même attention que ses prédécesseurs et, après sa défaite aux élections municipales de 1925, il quitte définitivement Candé et s'installe à Cannes où il fréquente les milieux artistiques et mondains, se liant d'amitié avec Gary Cooper et Raimu.

#### L'empreinte de Charles Bedaux
En 1927, Charles Bedaux, riche industriel franco-américain, et son épouse américaine, Fern, rachètent le château à Jean Drake del Castillo que de graves problèmes financiers consécutifs à une gestion hasardeuse de son patrimoine contraignent à vendre progressivement l'ensemble de ses propriétés, Candé étant la dernière dont il se sépare. Après que Charles Bedaux, qui souhaite s'installer durablement en France, a vainement prospecté la Savoie et le Midi de la France, une agence immobilière lui indique cette opportunité en Touraine ; l'acte de vente est signé le 23 juillet 1927.

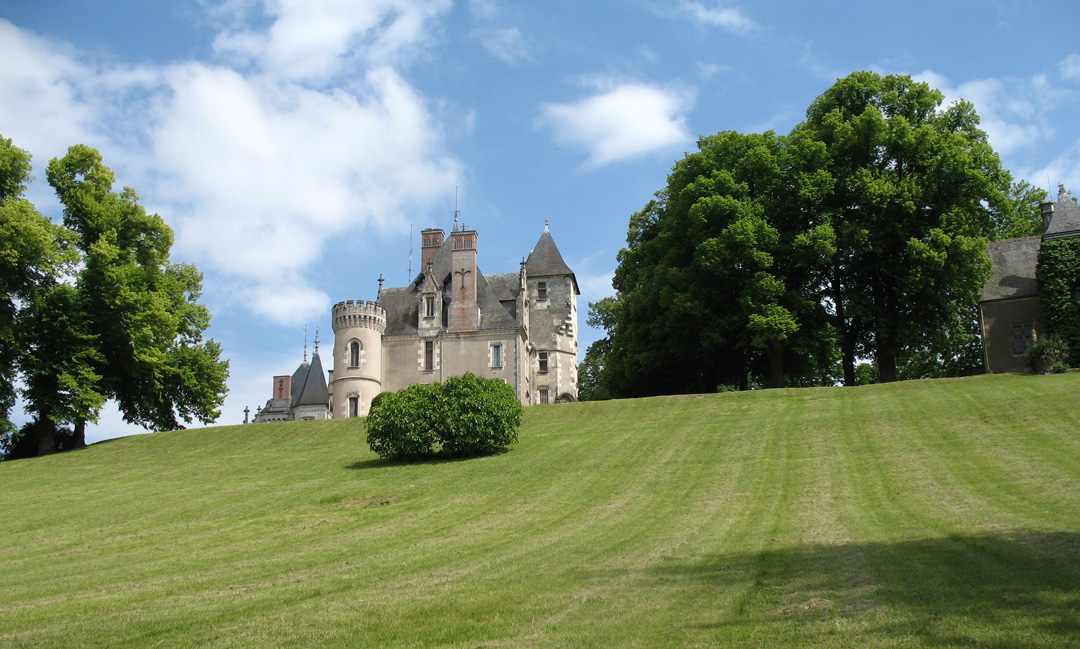
Château et parc de Candé.

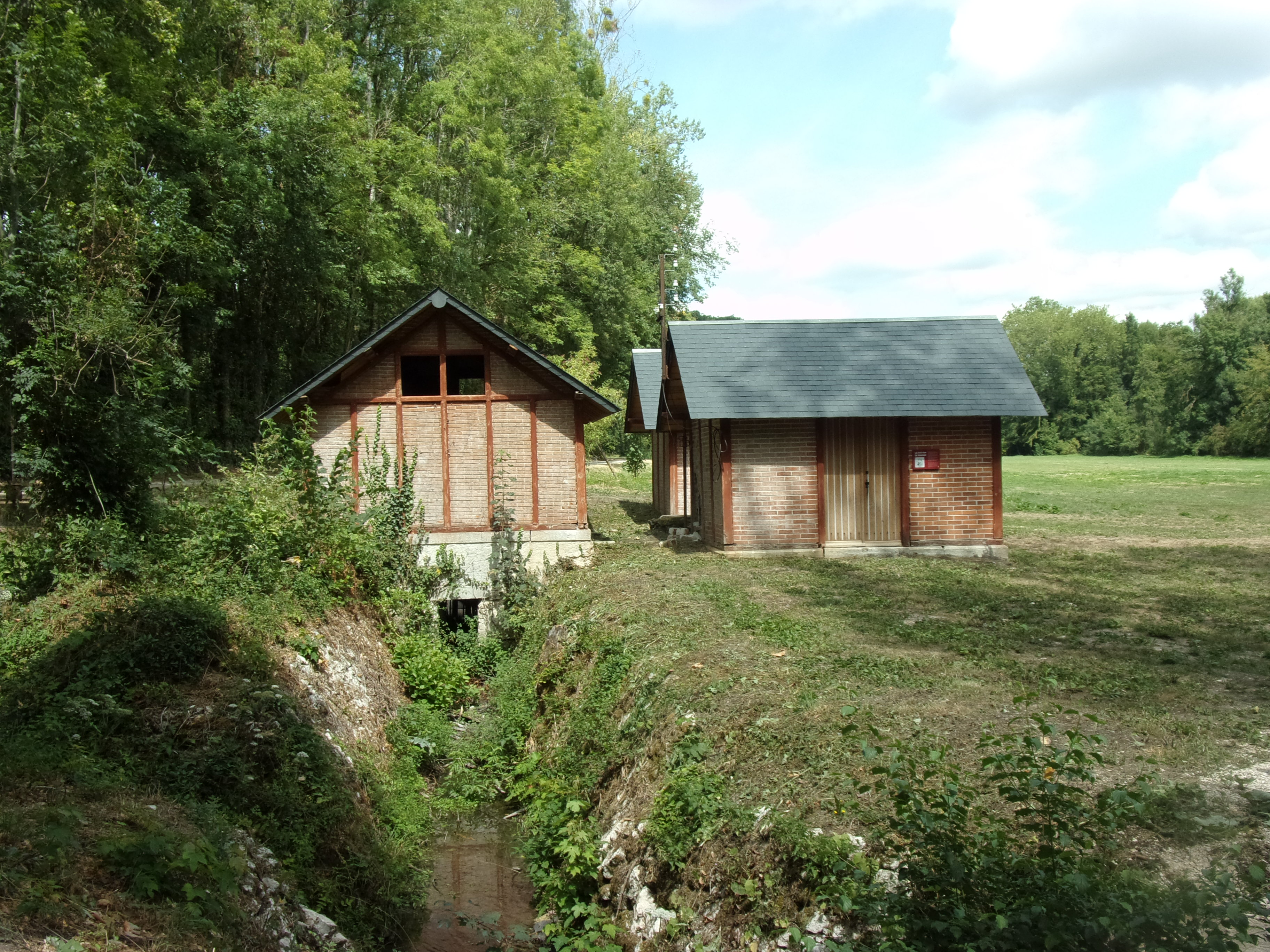
Station de pompage du Moulin-Couché.

Il ne procède pas à de grands travaux sur le gros œuvre du château, excepté la construction d'un couloir d'accès aux pièces d'apparat et la destruction du vestibule édifié par Santiago Drake del Castillo. Il s'attache surtout à modifier l'aménagement intérieur en conciliant modernité, confort et esthétique : modernisation du système d'approvisionnement en eau grâce à une station de pompage sur le Saint-Laurent, installée dans le Moulin-Couché à un peu plus de 100 m  du château, augmentation de la capacité électrique et installation du chauffage central dans toutes les pièces — 60 tonnes de tuyaux en fonte sont dissimulés dans les murs. Chacune des huit chambres est ainsi pourvue d'une salle de bains de style Art déco dont les murs sont revêtus de mosaïques en pâte de verre, alimentée en eau chaude « à volonté », d'une baignoire équipée d'un système américain permettant de la remplir et de la vider en moins d'une minute, d'un porte-serviette chauffant et de toilettes — auparavant, la pression dans le réseau hydraulique ne permettait pas de distribuer l'eau dans les étages. L'architecte des monuments historiques Henri Lafargue est chargé de superviser ces travaux. Bedaux fait également installer un central téléphonique de 80 lignes, équipement alors unique en France dans une résidence privée, directement relié au central de Tours, et qui nécessite la présence d'une standardiste au château, ; cette installation profite au château lui-même mais également à ses dépendances. Pour faciliter le service dans le château, un tableau électrique, sur un mur d'un couloir, permet aux membres du personnel de voir qu'ils sont appelés depuis l'une des pièces du château. Les équipements de loisirs comprennent une salle de culture physique, un solarium et un orgue dû au facteur d'orgue américain Ernest Martin Skinner.

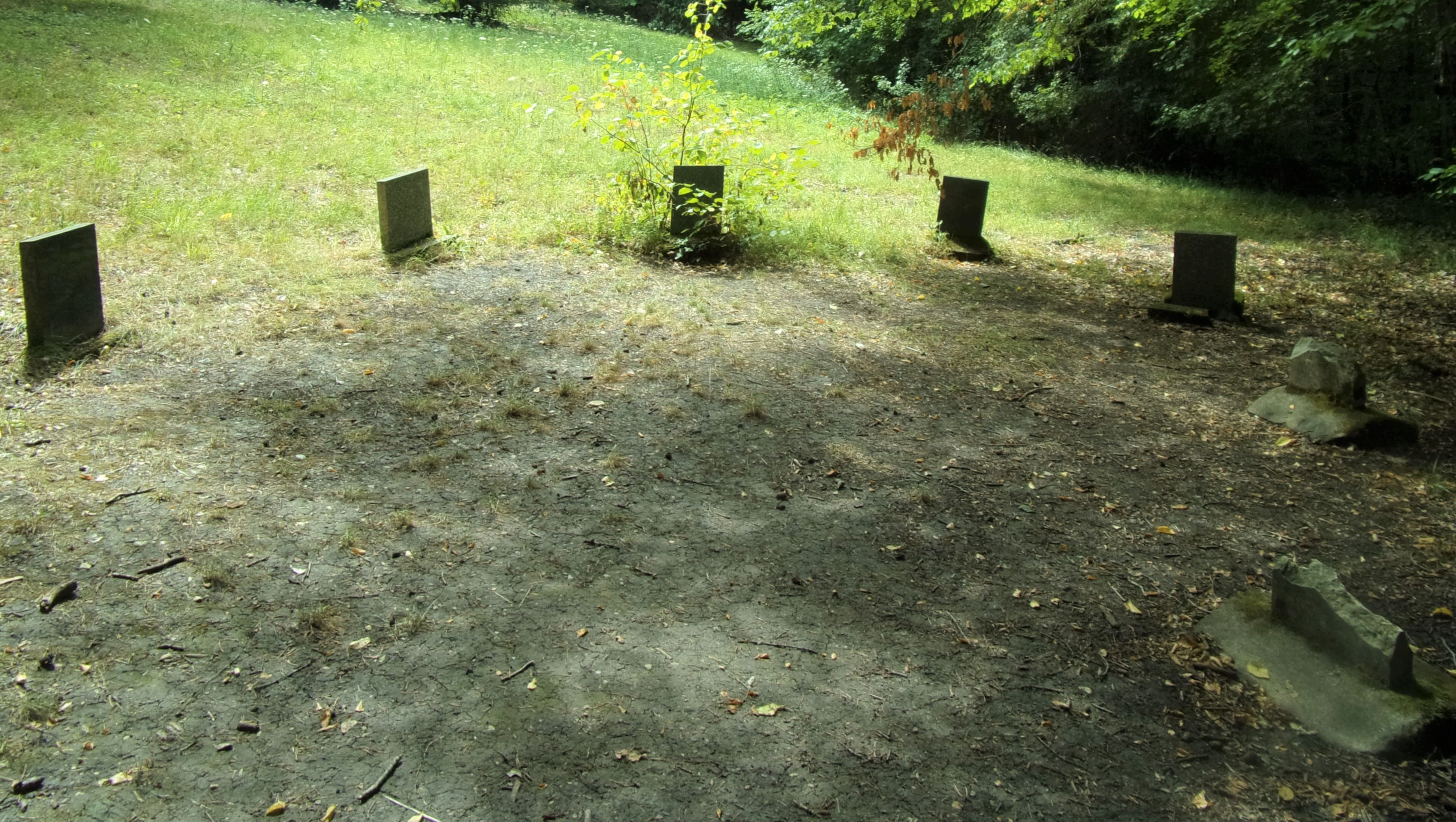
Cimetière des chiens (2019).

Lorsqu'il prend possession du domaine, Charles Bedaux fait stopper immédiatement les opérations d'abattage des arbres engagées par Jean Drake ; il fait procéder à un réaménagement complet du parc et des jardins sous la conduite de l'architecte-paysagiste Louis Decorges, qui a entre autres travaillé pour les villes d'Aix-les-Bains ou de Bagnères-de-Bigorre et pour de nombreux châteaux en Indre-et-Loire. Enfin, il fait construire un golf 18 trous (plus de 3 ha de superficie) dans le parc pour que ses invités professionnels puissent se détendre après les longues séances de discussions et de négociations. Cette campagne de travaux intérieurs et extérieurs se termine en août 1930 par une fête donnée au château, au cours de laquelle Marcel Dupré inaugure officiellement l'orgue. Dans le parc, Charles et Fern Bedaux font également aménager un cimetière où reposent plusieurs chiens du couple ; les stèles de ce cimetière qui se trouve à l'est du domaine sur le tracé de l'autoroute A 85 sont déplacées avant 2007 dans une partie du parc plus proche du château.

Le château de Candé aménagé par Charles Bedaux, vues intérieures.
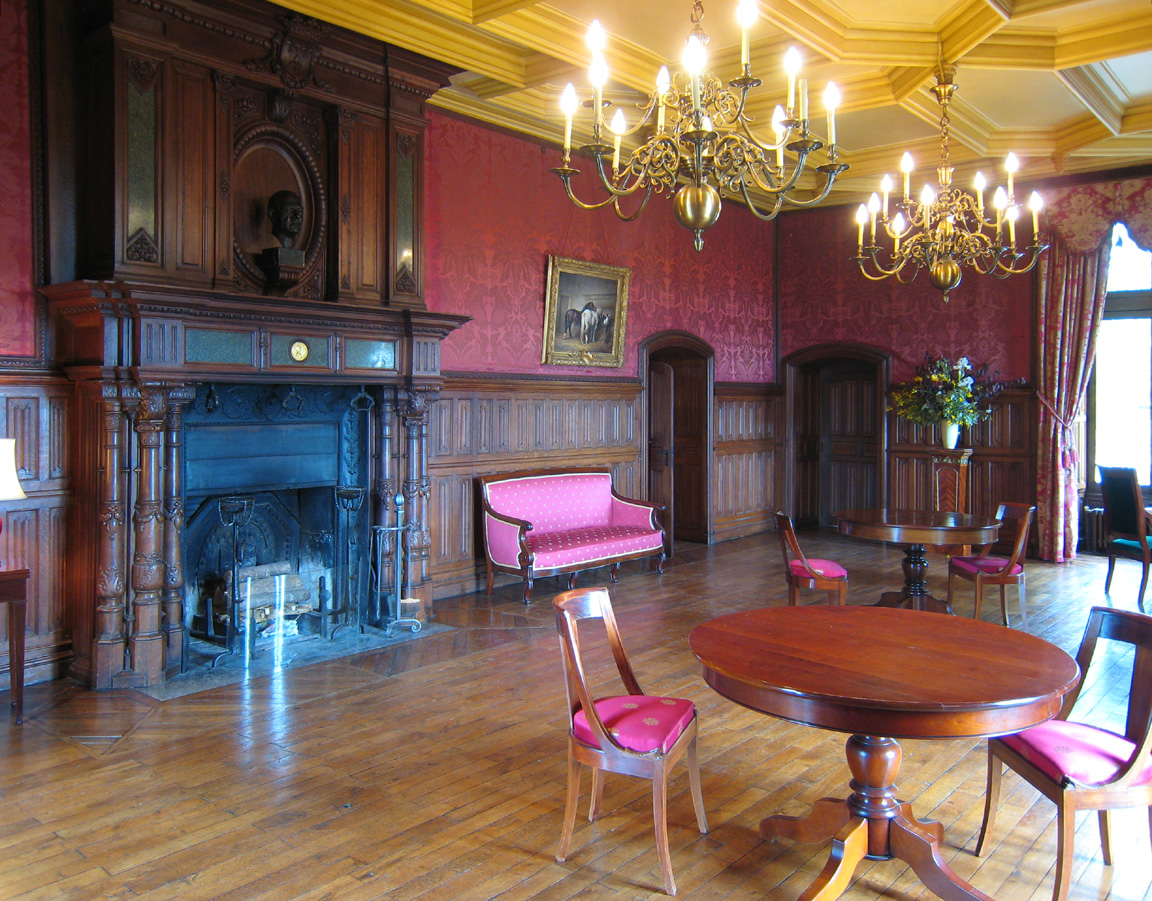
Salon.
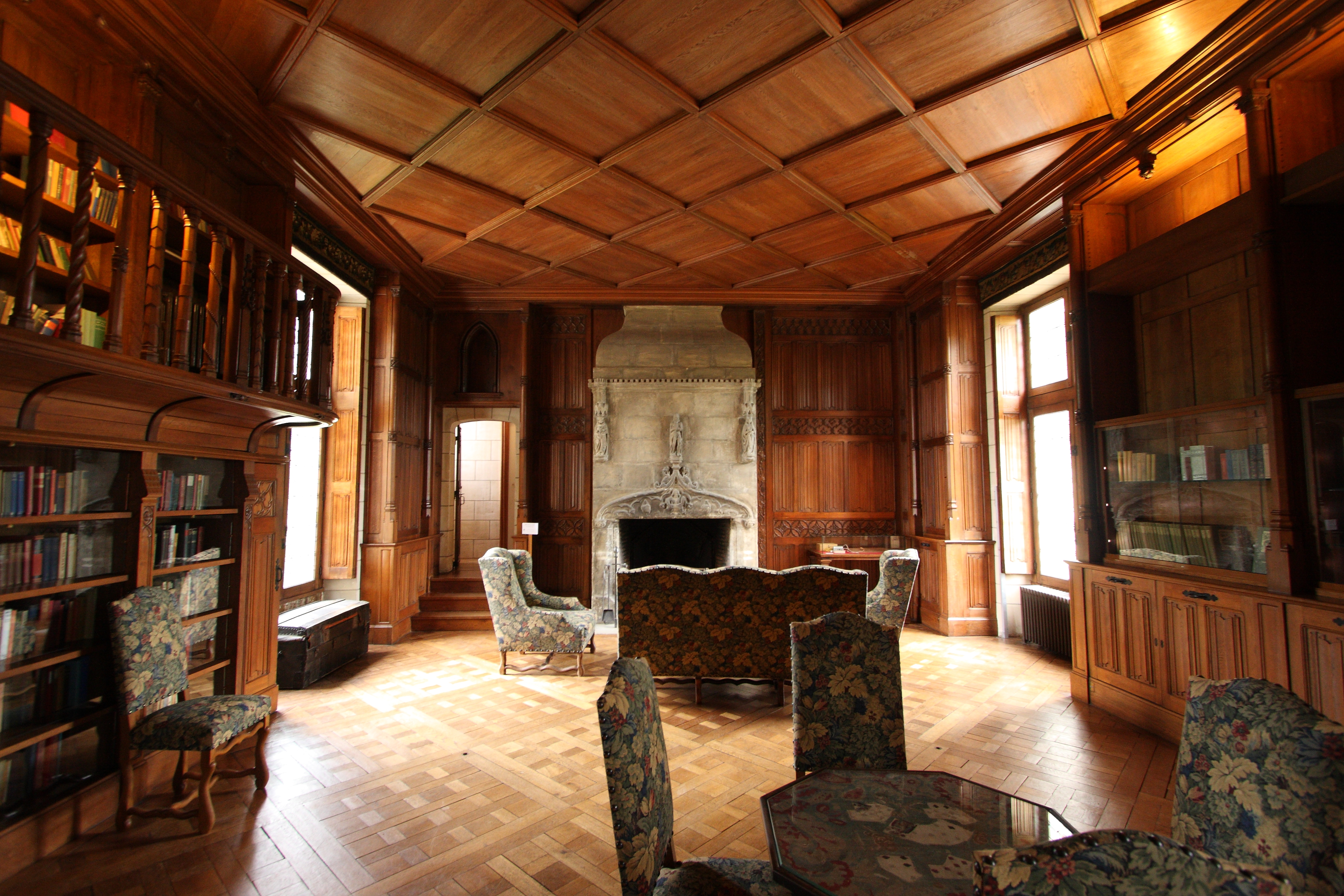
Bibliothèque.
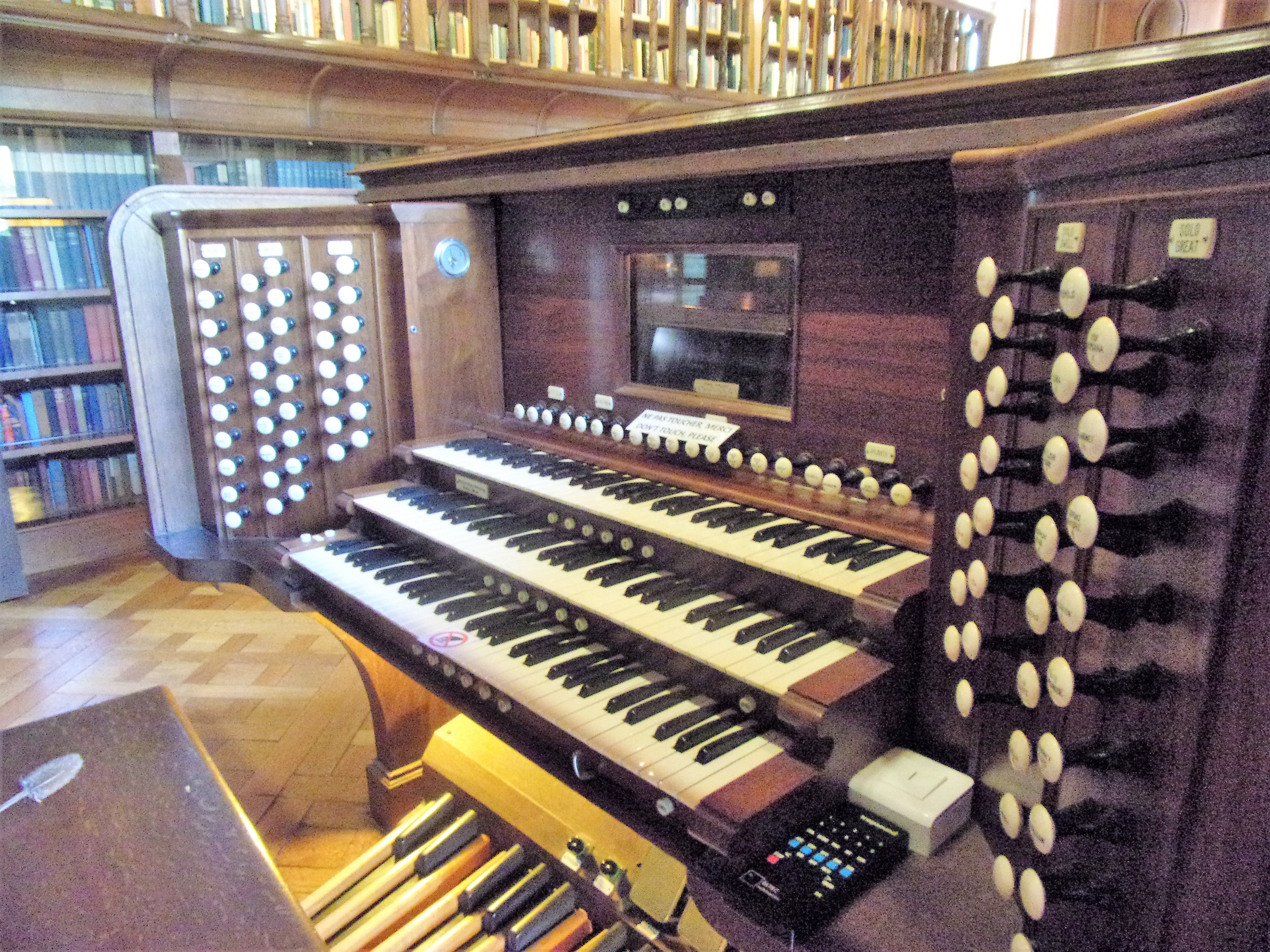
Console de l'orgue.
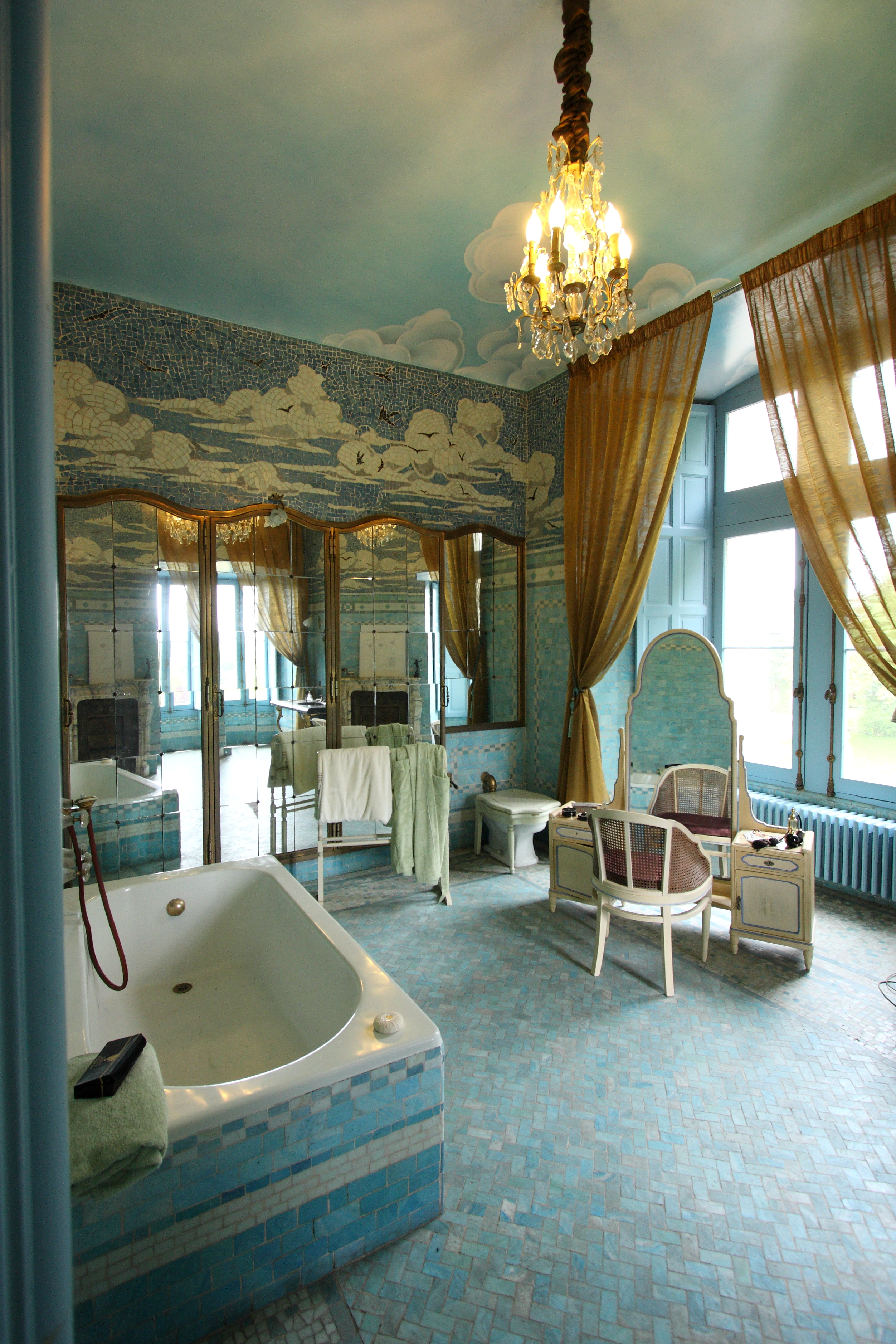
Salle de bains de Fern Bedaux.
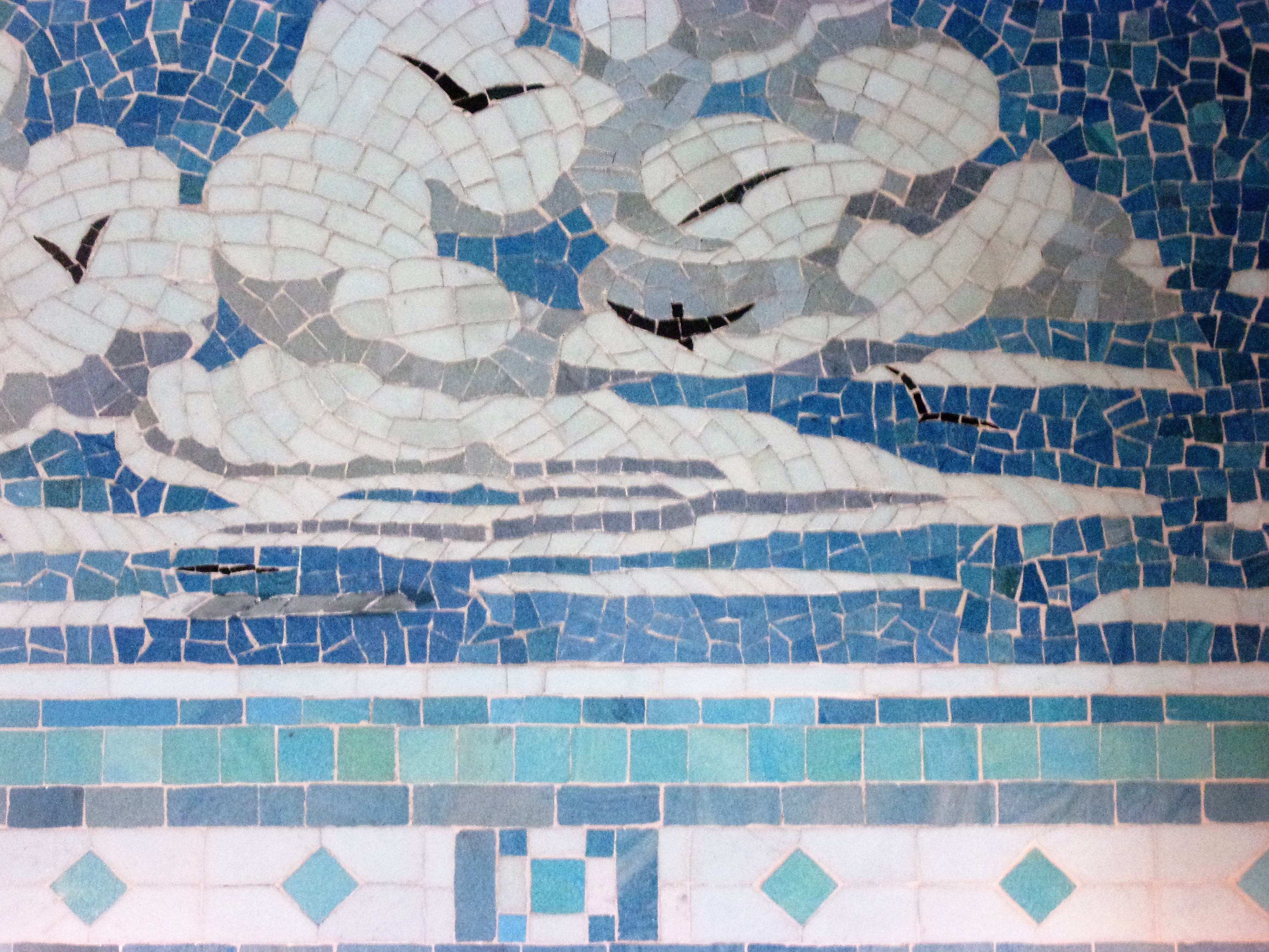
Décor en pâte de verre d'une salle de bains.
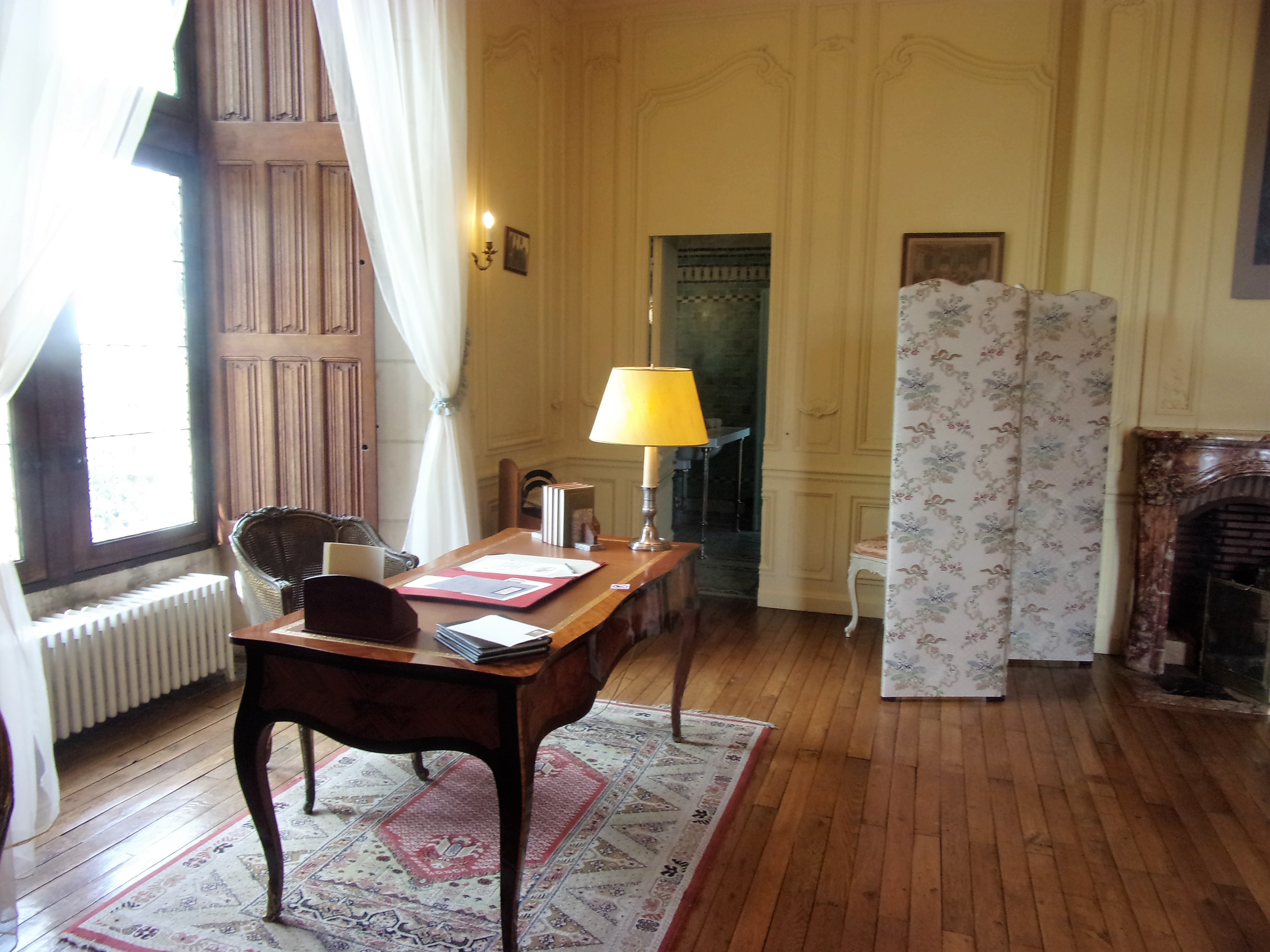
Bureau de Charles Bedaux.
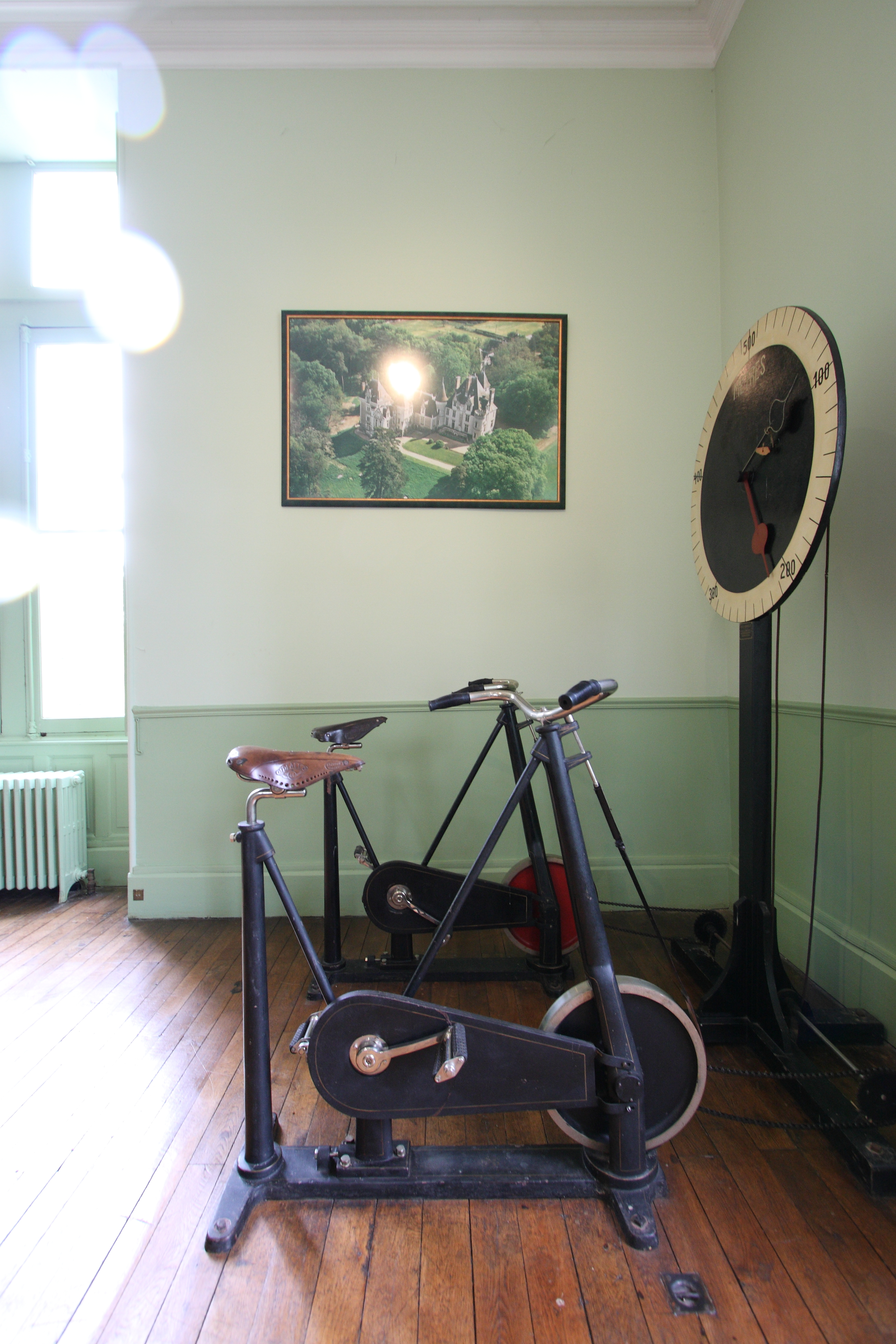
Salle de culture physique.

#### Le «mariage du siècle»

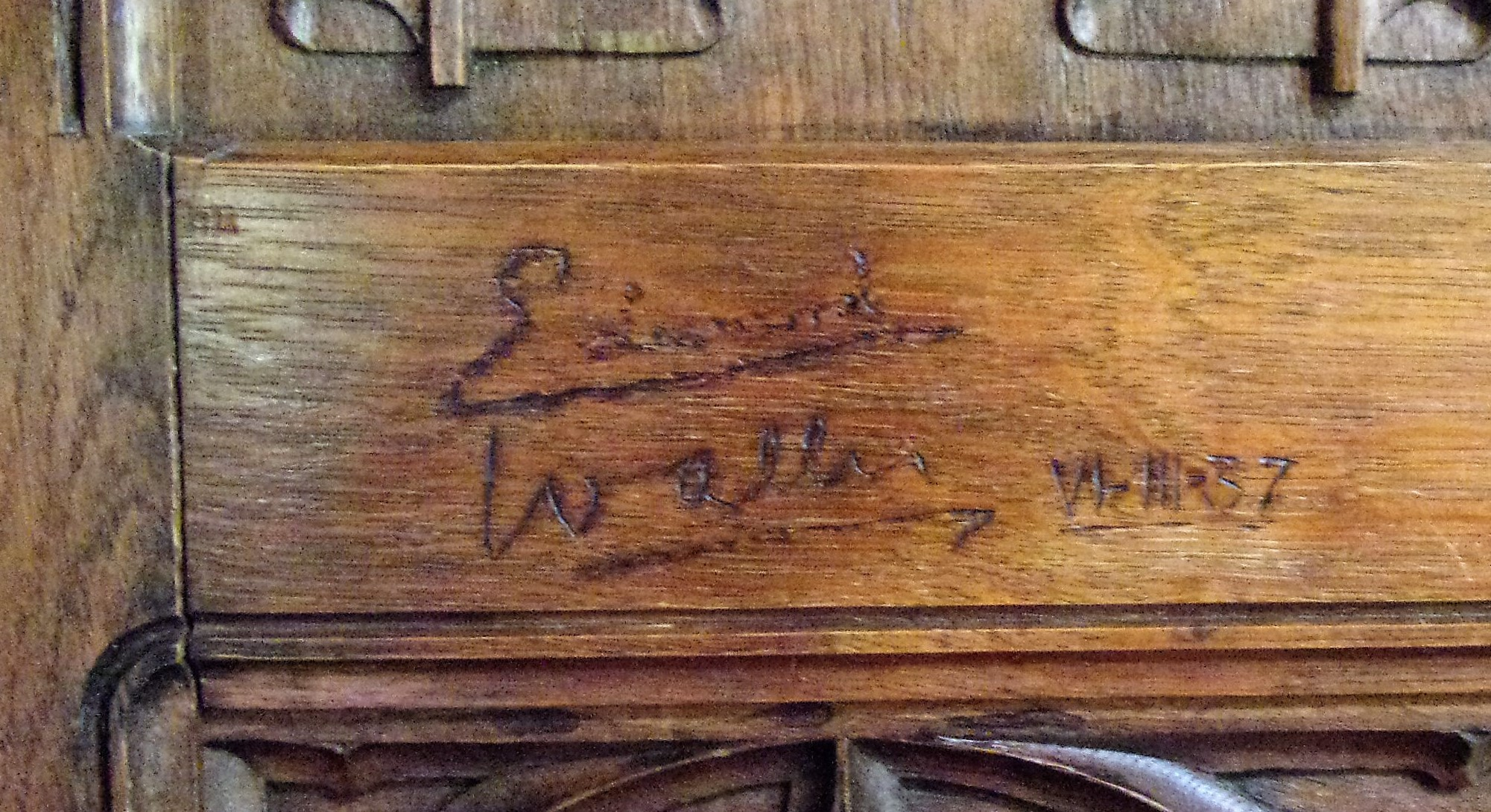
Signatures d'Édouard VIII et de sa femme Wallis Simpson sur une boiserie de la bibliothèque.

Le 3 juin 1937, se déroule au château de Candé le mariage du duc de Windsor, ex-roi du Royaume-Uni sous le nom d'Édouard VIII, et de Wallis Simpson ; cet événement est considéré à l’époque comme le « mariage du siècle ». Une amie commune de Fern Bedaux et Wallis Simpson a proposé que cette dernière « trouve refuge » au château de Candé pour échapper à la curiosité publique. Mrs Simpson arrive à Candé le 10 mars ; le cadre lui plaît et c'est alors qu'elle envisage que son mariage s'y déroule. Le divorce de Wallis Simpson est officiellement prononcé le 3 mai, et le duc de Windsor la rejoint à Candé dès le 4 mai. Les Bedaux et leurs proches ont laissé au futur couple et à sa suite leurs appartements habituels, quittant le château pour leur suite à l'hôtel Ritz à Paris ; Charles Bedaux revient passer certains week-ends à Candé, où il entretient des rapports cordiaux avec le duc de Windsor.
Le mariage civil est prononcé dans la bibliothèque du château par le docteur Charles Mercier, maire de Monts — pour l'occasion, les deux époux gravent leurs prénoms et la date sur une boiserie de la bibliothèque, avec un appareil de pyrogravure spécialement acheté par Charles Bedaux —, puis le mariage religieux est célébré dans le salon de musique par le pasteur Robert A. Jardine (en), vicaire de l'église Saint-Paul de Darlington, ; la cérémonie est accompagnée à l'orgue par Marcel Dupré. Aucun membre de la famille royale britannique n'est présent à ce mariage auquel n'assistent que seize invités dont Randolph Churchill, journaliste et fils de Winston Churchill, le préfet d'Indre-et-Loire et le consul de Grande-Bretagne à Nantes,. Le photographe Cecil Beaton couvre l’événement pour le magazine Vogue,. Sitôt le repas de noces terminé, dans la soirée, le duc et la duchesse de Windsor quittent définitivement Candé en convoi automobile pour la gare de Laroche - Migennes, où les attend l'Orient-Express qui les emmène à Venise.

### De la Seconde Guerre mondiale auXXIesiècle

#### Une histoire mouvementée pendant la guerre

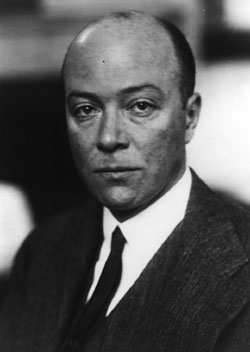
William C. Bullitt.

De juin à septembre 1940, une partie du château est mise à disposition de l'ambassade américaine, pour qu'elle s'y replie. Elle accueille de nombreux diplomates dont Robert Murphy et l'ambassadeur William C. Bullitt. Après l'armistice du 22 juin 1940 et l'établissement de la ligne de démarcation, le domaine de Candé, en zone occupée, est soumis aux mêmes obligations de réquisition de produits fermiers par l'occupant que les autres exploitations agricoles. En prélude au tournage du film Les Visiteurs du soir (décembre 1942) de Marcel Carné, la comédienne Arletty y est initiée à l'équitation par son jeune amant allemand Hans Jürgen Soehring (1908-1960). À la même époque, le château est placé sous séquestre allemand, puisqu'il est la propriété d'un Américain et que les États-Unis et l'Allemagne sont en guerre depuis décembre 1941 ; la mesure est levée un mois plus tard.
Le 18 octobre 1943, l'explosion accidentelle de la poudrerie du Ripault, toute proche, souffle les vitres des pièces du château tournées vers la poudrerie et fait s'effondrer le plafond de l'une des salles de bains. Fern, présente à Candé à ce moment, est blessée. L'accident endommage également l'orgue, qui est réparé dès l'année suivante et entretenu jusqu'en 1959. Lorsque Charles Bedaux meurt le 18 février 1944, c'est sa veuve qui devient propriétaire du domaine.

#### Candé dans le domaine public
En 1951, Fern Bedaux décide de faire don du château et d'une partie de son mobilier à l'État, s'en réservant l'usufruit jusqu'à sa mort. Celle-ci survenant en 1972, les effets personnels de Fern sont légués à des amies, selon sa volonté, et l'État rentre en possession de son don, mais il en transfère la propriété au conseil général d'Indre-et-Loire en 1974. Ce dernier loue le château à l'institut français de gestion, mais l'expérience tourne court au bout d'un an. Il procède à la restauration des engins de musculation et de massage, ultra-modernes à l'époque (1930), désormais installés dans un sous-sol.
En dépit du souhait de Fern Bedaux de voir le château de Candé devenir une résidence présidentielle après son décès, le mobilier de la demeure est transféré au Mobilier national et inscrit sur ses inventaires : en conséquence, les meubles de Candé sont dispersés et servent à divers ameublements, en particulier ceux des résidences présidentielles (palais de l'Élysée, hôtel de Marigny, fort de Brégançon). L'une des volontés de Fern Bedaux est cependant respectée : « le domaine n'est ni morcelé, ni loti, et le château conserve une affectation culturelle, artistique, universitaire ou de haut intérêt national et régional ».
Depuis 2014, à la demande du conseil départemental d'Indre-et-Loire, le Mobilier national remet progressivement en place les meubles d'origine, en prenant pour référence un inventaire réalisé à la demande de Charles Bedaux en 1930, après l'achèvement des travaux de rénovation et d'ameublement qu'il avait commandités avec son épouse. Les deux tiers des meubles, rendus disponibles, y ont repris leur place. Parallèlement, les ateliers de tapisserie et de décor du Mobilier national ont re-confectionné à l'identique les rideaux de plusieurs pièces inaugurées en juillet 2018.
Le décor mural (boiseries), le décor textile et certains meubles mis en place entre 1927 et 1930 ont été fournis par la maison Jansen, qui, selon les goûts du XVIIIe siècle, privilégiait les tons pastels et mêlait pièces authentiques et copies de meubles anciens.

### Liste des propriétaires connus du domaine de Candé
Jusqu'à la Révolution française, le domaine de Candé est une seigneurie dont Jacques Fay-Péraud de La Chèze est le dernier seigneur en titre.
| Début            | Fin              | Propriétaire                             | Notes                                                                               |
| ---------------- | ---------------- | ---------------------------------------- | ----------------------------------------------------------------------------------- |
| ?                | ?                | Macé de Larçay                           | écuyer, cité comme propriétaire en 1313                                             |
| ?                | ?                | Pierre de Larçay                         | écuyer, cité comme propriétaire en 1353                                             |
|                  |                  |                                          |                                                                                     |
| ?                | ?                | Jean Bonin                               | écuyer, cité comme propriétaire en 1416                                             |
|                  |                  |                                          |                                                                                     |
| ?                | ?                | Julien Berruyer                          | écuyer, cité comme propriétaire en 1435                                             |
|                  |                  |                                          |                                                                                     |
| ?                | 23 février 1499  | Jean Bonin II                            | écuyer                                                                              |
|                  |                  |                                          |                                                                                     |
| 23 février 1499  | 20 avril 1504    | François Briçonnet                       | maire de Tours, puis maître de la Chambre aux deniers                               |
| 20 avril 1504    | v. 1544          | Jeanne Mesnager                          | fille du précédent ; son mari, Charles Mesnager, est maire de Tours de 1540 à 1543  |
| v. 1544          | 13 février 1556  | Catherine Peguineau                      | fille de la précédente                                                              |
|                  |                  |                                          |                                                                                     |
| 13 février 1556  | 3 novembre 1564  | Guillaume Bertrand de Vilmort            | garde des sceaux de la chancellerie de Toulouse et maître des requêtes              |
|                  |                  |                                          |                                                                                     |
| 3 novembre 1564  | 1598             | Victor Brodeau II                        | secrétaire d'État aux finances                                                      |
| 1598             | ?                | Victor Brodeau III                       | fils du précédent                                                                   |
| ?                | 21 décembre 1712 | Jean Brodeau                             | fils du précédent ; grand maître des eaux et forêts                                 |
| 21 décembre 1712 | 28 juin 1715     | Jeanne Louise de Guénand                 | fille du précédent                                                                  |
|                  |                  |                                          |                                                                                     |
| 28 juin 1715     | 15 mai 1754      | Pierre Anguille de La Niverdière         | commissaire provincial des guerres dans le Roussillon                               |
| 15 mai 1754      | 28 décembre 1778 | Mathieu-Pierre Anguille de La Niverdière | fils du précédent ; commissaire provincial des guerres en Touraine                  |
| 28 décembre 1778 | juillet 1782     | deux filles de Mathieu de La Niverdière  | régime de l'indivision                                                              |
| juillet 1782     | 11 mars 1791     | Jacques Fay-Péraud de La Chèze           | gendre de Mathieu de La Niverdière ; commissaire provincial des guerres en Touraine |
|                  |                  |                                          |                                                                                     |
| 11 mars 1791     | 1792             | Pierre Jean Pouget de Monsoudun          | ancien trésorier de l'extraordinaire des guerres                                    |
| 1792             | 26 octobre 1803  | Angélique Louise Pouget de Monsoudun     | veuve du précédent                                                                  |
| 26 octobre 1803  | 8 mars 1828      | Maxime Pouget de Monsoudun               | fils des précédents ; maire de Monts                                                |
|                  |                  |                                          |                                                                                     |
| 8 mars 1828      | 23 mars 1838     | Marie-René de Chastenet de Puységur      |                                                                                     |
| 23 mars 1838     | 24 juin 1854     | Jacques Le Caron de Fleury               | demi-frère du précédent ; lieutenant au service du roi de Sardaigne                 |
|                  |                  |                                          |                                                                                     |
| 24 juin 1854     | 25 octobre 1871  | Santiago Drake del Castillo              | anglo-espagnol, planteur de canne à sucre à Cuba, banquier à Londres                |
| 25 octobre 1871  | 12 février 1876  | Louis Just Paquet                        | administrateur des biens de Santiago et tuteur de ses fils mineurs                  |
| 12 février 1876  | 1er juillet 1918 | Jacques Drake del Castillo               | fils de Santiago ; maire de Monts, conseiller général et député d'Indre-et-Loire    |
| 1er juillet 1918 | 23 juillet 1927  | Jean Drake del Castillo                  | fils du précédent ; maire de Monts et conseiller général                            |
|                  |                  |                                          |                                                                                     |
| 23 juillet 1927  | 18 février 1944  | Charles Bedaux                           | homme d'affaires                                                                    |
| 18 février 1944  | 16 juillet 1972  | Fern Bedaux                              | veuve du précédent                                                                  |
|                  |                  |                                          |                                                                                     |
| 16 juillet 1972  | 1er avril 1974   | État                                     |                                                                                     |
| 1er avril 1974   | en cours         | conseil départemental d'Indre-et-Loire   |                                                                                     |

## Architecture

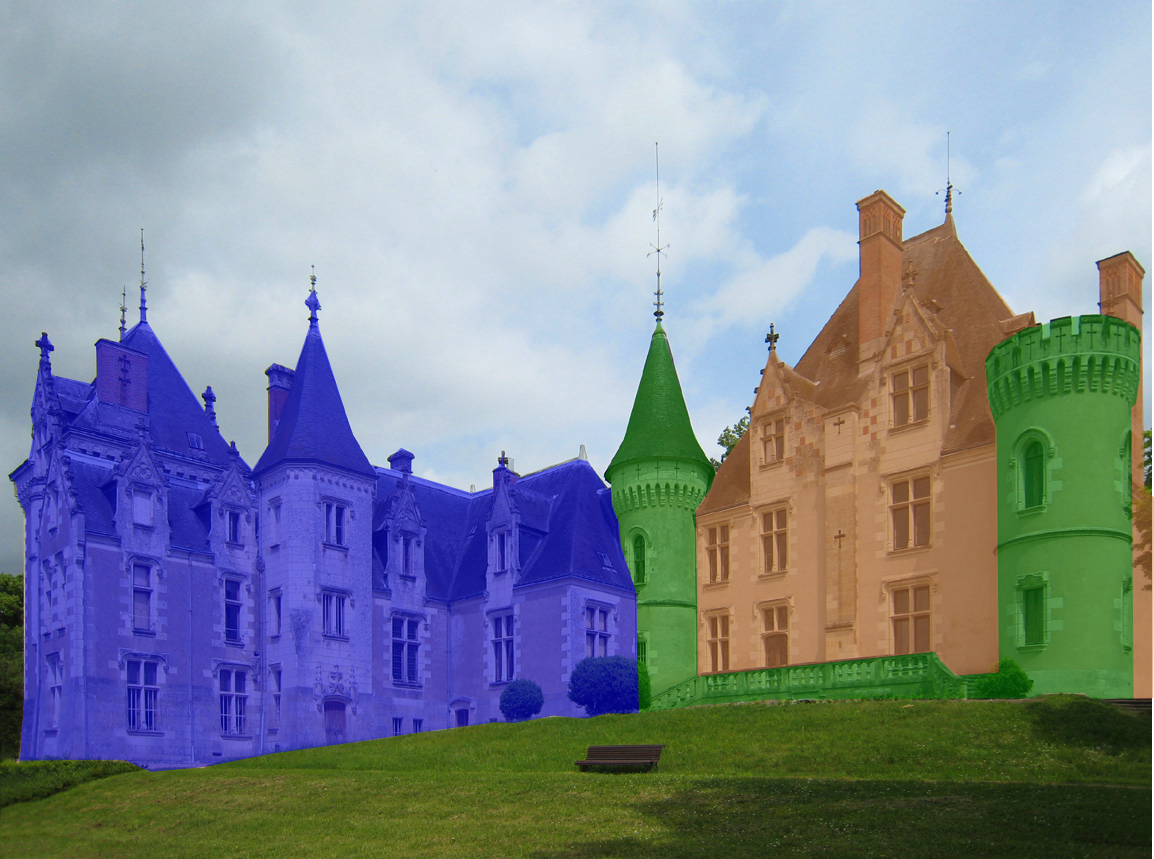
Étapes de la construction du château de Candé (façade occidentale).
Pavillon Renaissance (Briçonnet)
Constructions 1854-1855 (Drake del Castillo)
Constructions 1864-1867 (Drake del Castillo)

L'architecture du château de Candé témoigne des différentes étapes de sa construction et de son remaniement avec toutefois la conservation, même dans les modifications les plus récentes, d'un style néogothique qui fait dire à Robert Ranjard que le château n'est « plus qu'un pastiche ». Rien ne subsiste des constructions qui ont précédé la Renaissance.
Le pavillon construit par François Briçonnet est une bâtisse sur plan carré comportant une douzaine de pièces, pourvue au milieu de sa façade orientale d'une tourelle pentagonale permettant l'accès aux étages. Dans sa partie supérieure, le plan de cette tourelle change pour devenir carré. Les murs sont très épais et les fenêtres sont pourvues de meneaux qui les divisent en quatre. La pierre de taille domine dans l'appareil, la brique n'étant présente que dans la maçonnerie des cheminées et la décoration des lucarnes qui éclairent les combles sur les deux façades principales. Le rez-de-chaussée, qui abrite les pièces de réception et d'apparat, est surélevé.

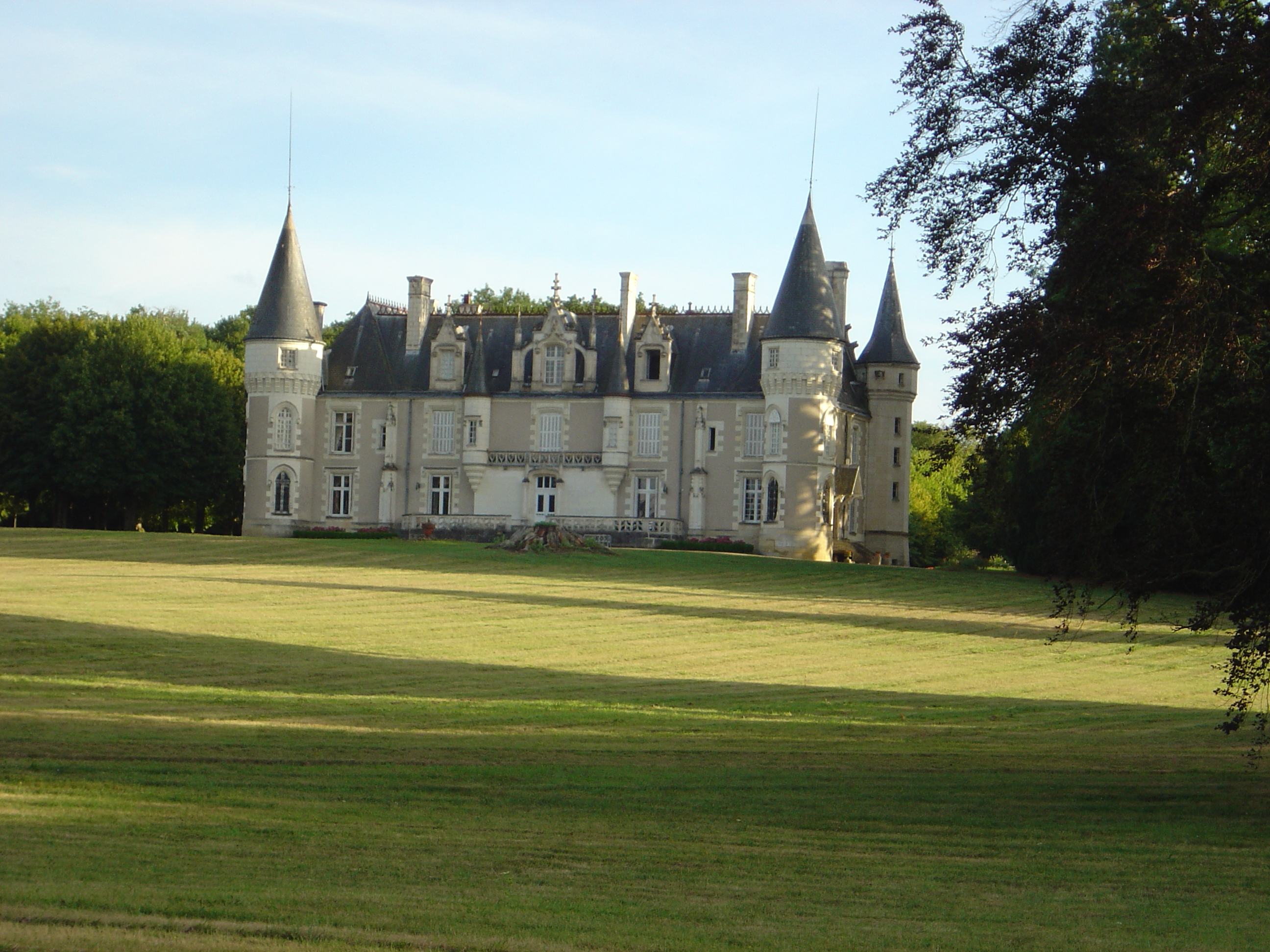
Château de Beauvais (Azay-sur-Cher).

La première phase d'agrandissement du château, réalisée sous la conduite de Santiago Drake del Castillo en 1854-1855, consiste en la construction de deux tours rondes pourvues à leur sommet de créneaux fantaisie. Ces tours semblables, dans le style troubadour et dans la forme, à celles édifiées à la même époque au château de Beauvais, à Azay-sur-Cher, sont reliées à leur base par une terrasse de plain-pied avec le rez-de-chaussée, et fermée par une balustrade. Côté est, un vestibule pentagonal est accolé à la façade au sud de la tour d'escalier et donne directement dans le salon.
De 1864 à 1867, le château est très largement agrandi vers le nord et le nord-ouest avec une série de pièces prenant appui sur le pavillon Renaissance et la tourelle nord-ouest construite dix ans plus tôt, qui sont alors largement masqués. La nouvelle aile mesure plus de 20 m de long. L'élément le plus imposant de cet agrandissement est un donjon faussement défensif, dont la partie supérieure porte des mâchicoulis et qui est couvert, comme les autres parties du château, d'ardoises. Les baies à meneaux qui éclairent toutes ces nouvelles pièces sont percées et décorées sur le même modèle que les fenêtres plus anciennes.
Les modifications apportées par Charles Bedaux à la fin des années 1920 sont peu nombreuses et intéressent uniquement la façade orientale : réaménagement de l'entrée principale avec suppression du vestibule édifié par Drake del Castillo, construction d'un couloir sur la façade nord du pavillon Renaissance permettant de gagner l'aile néogothique sans traverser les pièces de réception.

## Le château au cœur d'un vaste domaine

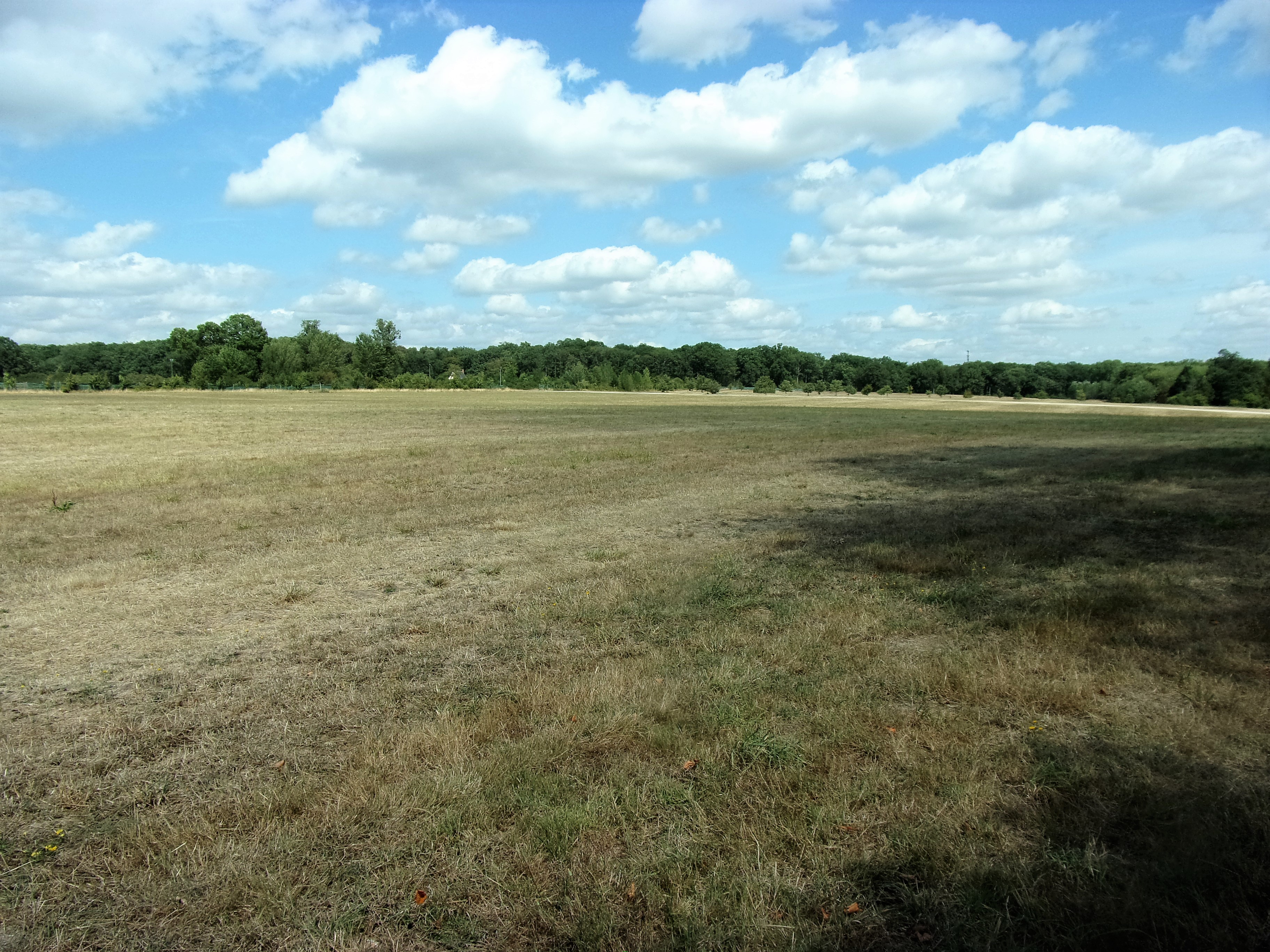
Ancien vignoble du domaine.

Si les propriétaires du château de Candé aux XIXe et XXe siècles notamment se préoccupent des améliorations et aménagements à apporter au logis principal, ils ne négligent pas pour autant le reste du domaine. Dès sa prise de possession des lieux, Santiago Drake del Castillo veut faire en sorte que le domaine de Candé puisse produire une grande partie des produits agricoles qui seront consommés sur place. Sa fortune lui permet d'ailleurs de concevoir et de mettre en place un ambitieux programme d’amélioration des terres du domaine : irrigation, drainage, fertilisation. Santiago s'intéresse plus particulièrement au vignoble qui occupe une large place, dont une partie sur le plateau au nord-est du château : il le fait replanter à partir de 1860 et les parcelles les plus humides sont drainées. Il achète et reconstruit, à l'entrée du bourg, le moulin de Beaumer. Il fait également édifier, aux limites nord-est du domaine, une briqueterie qui fournit les matériaux nécessaires aux agrandissements du château et à la construction des dépendances.
Jacques Drake del Castillo suit la même voie que son père. Il réoriente le vignoble vers des productions de meilleure qualité et bâtit à Candé un chai moderne ; il expérimente avec succès de nouvelles techniques de viticulture, faisant avancer sur son exploitation la lutte contre le phylloxéra signalé en Touraine au début des années 1880 (mise en œuvre de porte-greffes résistants ou tolérants au parasite) et le mildiou apparu en 1885 (utilisation de la bouillie bordelaise). Le vignoble départemental peut, en outre, profiter des avancées enregistrées sur le domaine de Candé : Jacques Drake, en tant qu'élu, milite pour un assouplissement de la réglementation concernant l'importation des plants de vigne américains.
Le domaine acheté par Charles Bedaux en 1927 comprend, d'après les pièces notariales alors établies : un parc d'environ 40 ha, un potager et un verger de pommiers à cidre bordés par un court de tennis, un vignoble en production de 32 ha et les bâtiments nécessaires à la vinification, 150 ha de taillis et futaies (chênes et pins), une ferme de 47 ha avec ses bâtiments. Les nombreuses dépendances disséminées sur le domaine continuent à servir au logement du régisseur, ou encore à Charles et Fern Bedaux qui s'y retirent parfois ou y logent certains de leurs invités. Si le parc est remanié, il ne semble pas, par contre, que l'exploitation agricole et son vignoble aient fait l'objet de soins particuliers de la part du nouveau propriétaire qui a sans doute géré l'exploitation telle qu'elle était à l'achat.

Les dépendances du château.
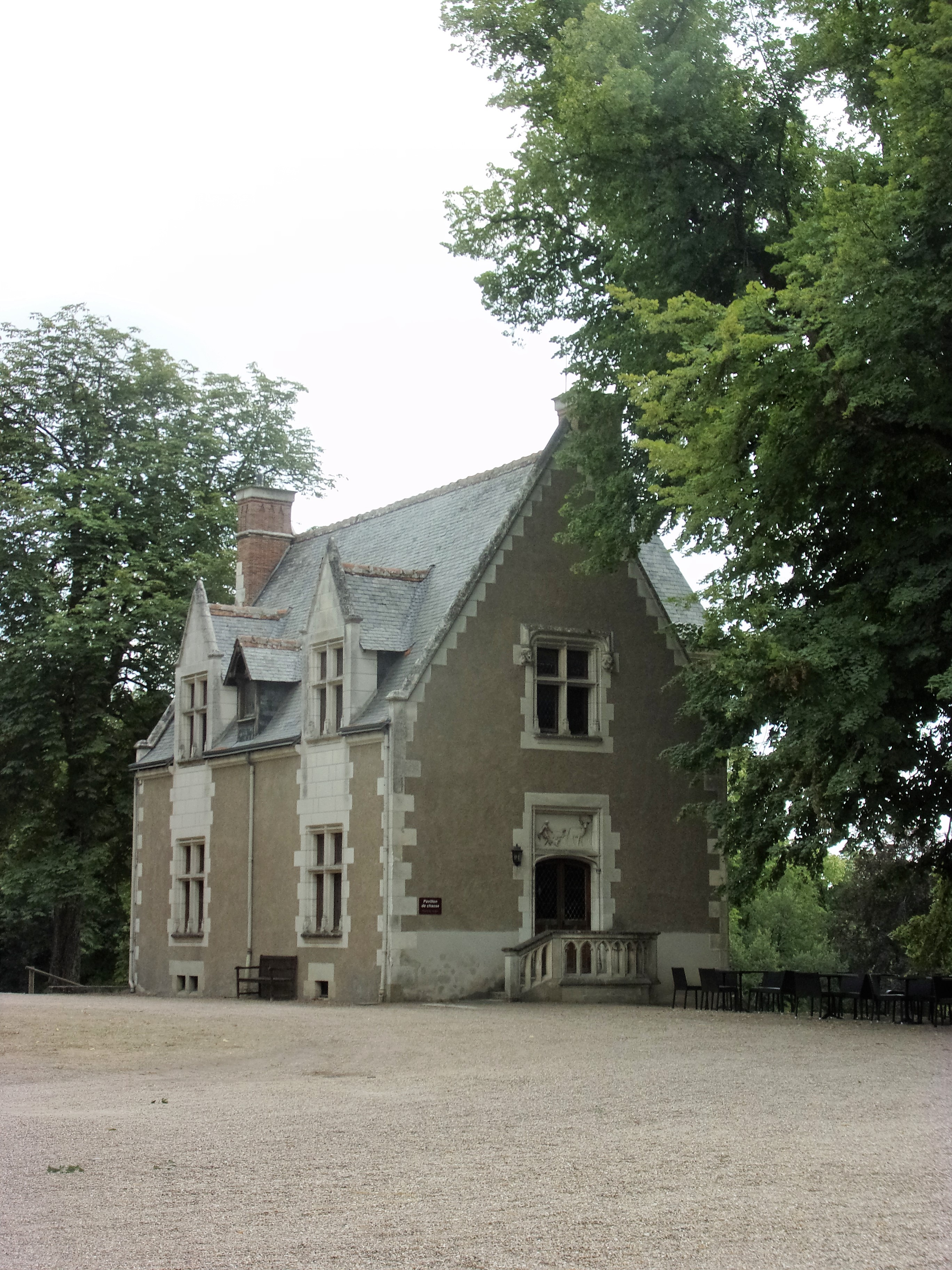
Pavillon de chasse.
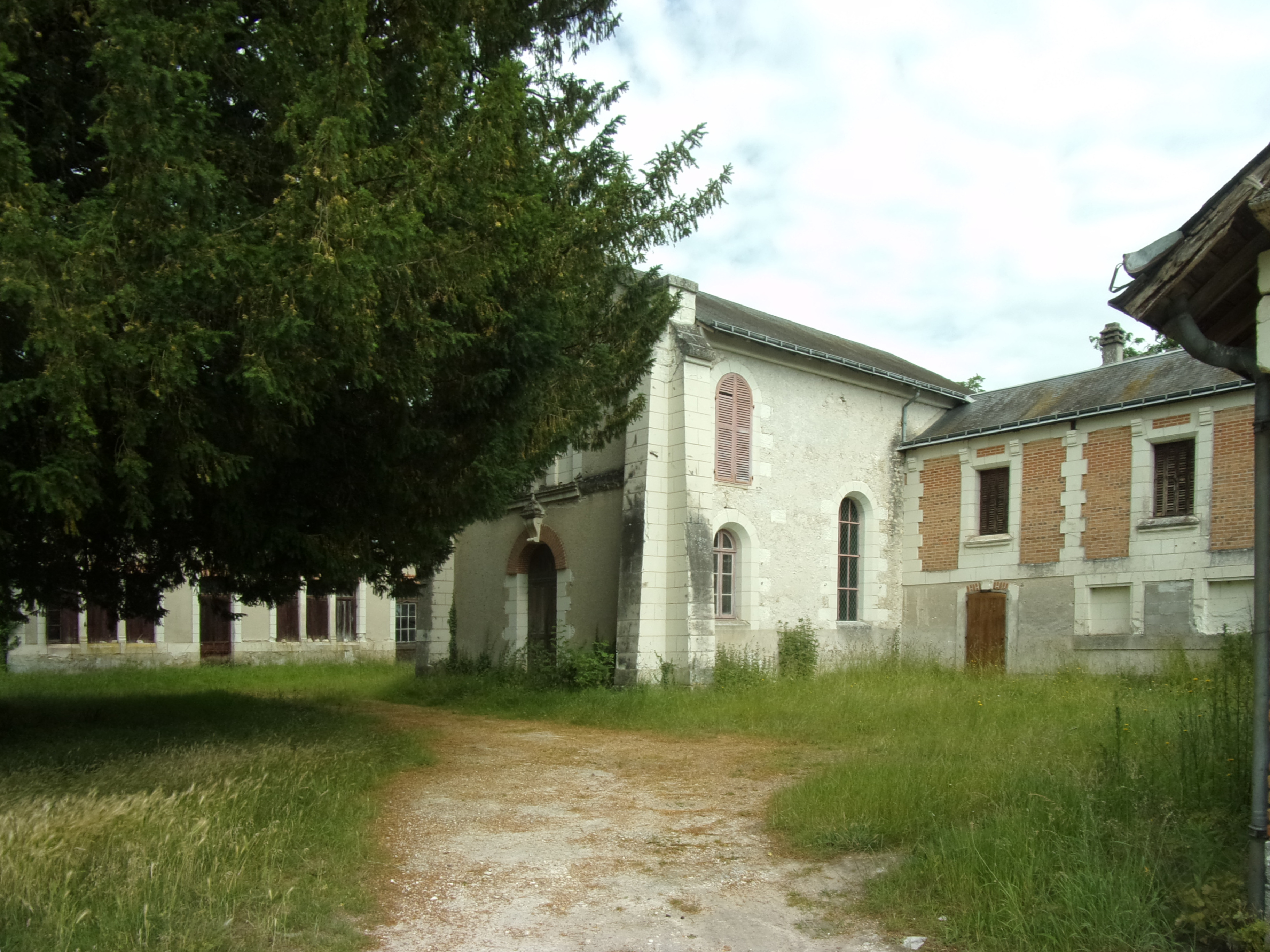
Chapelle Sainte-Claire.
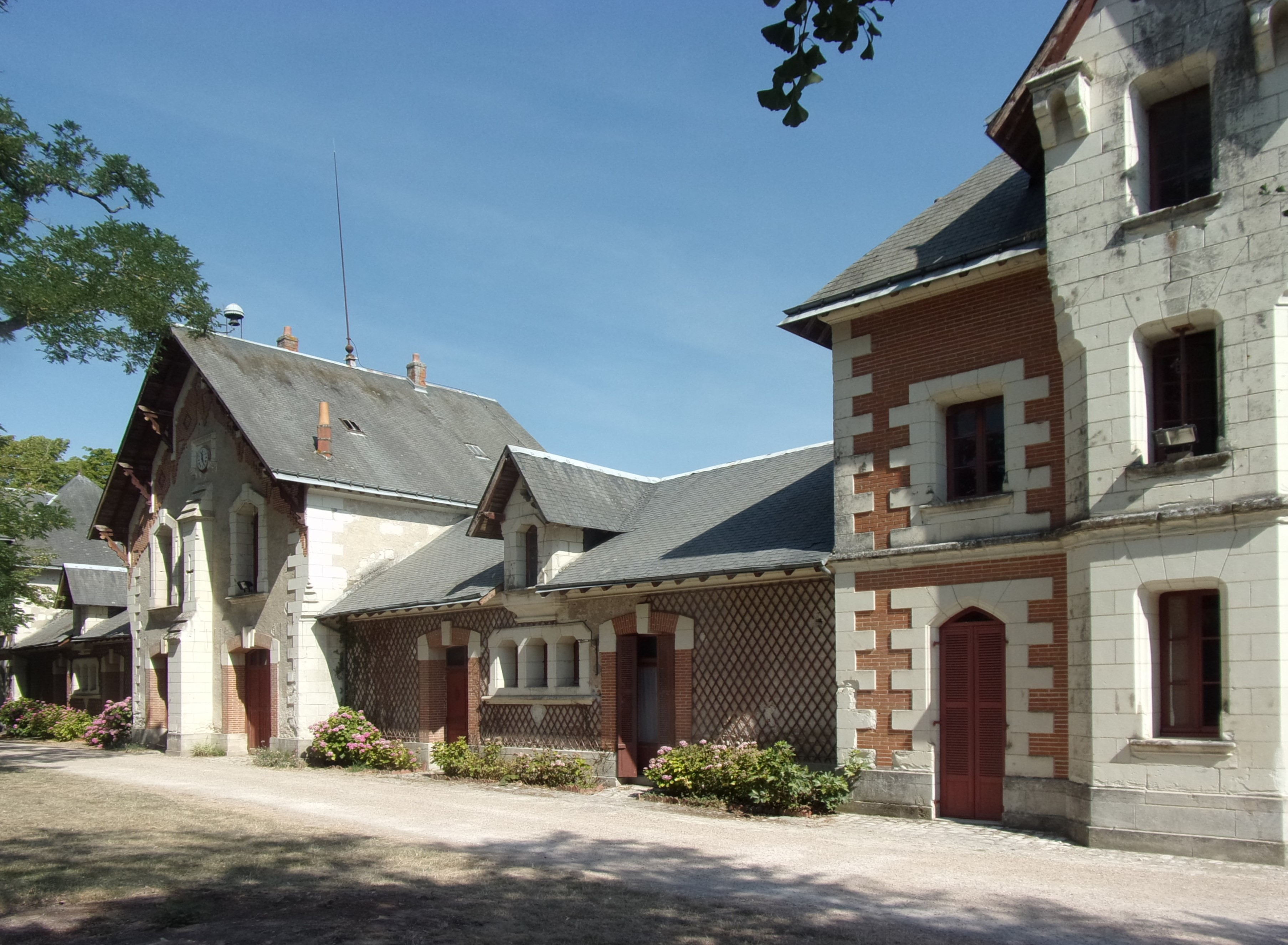
Communs.
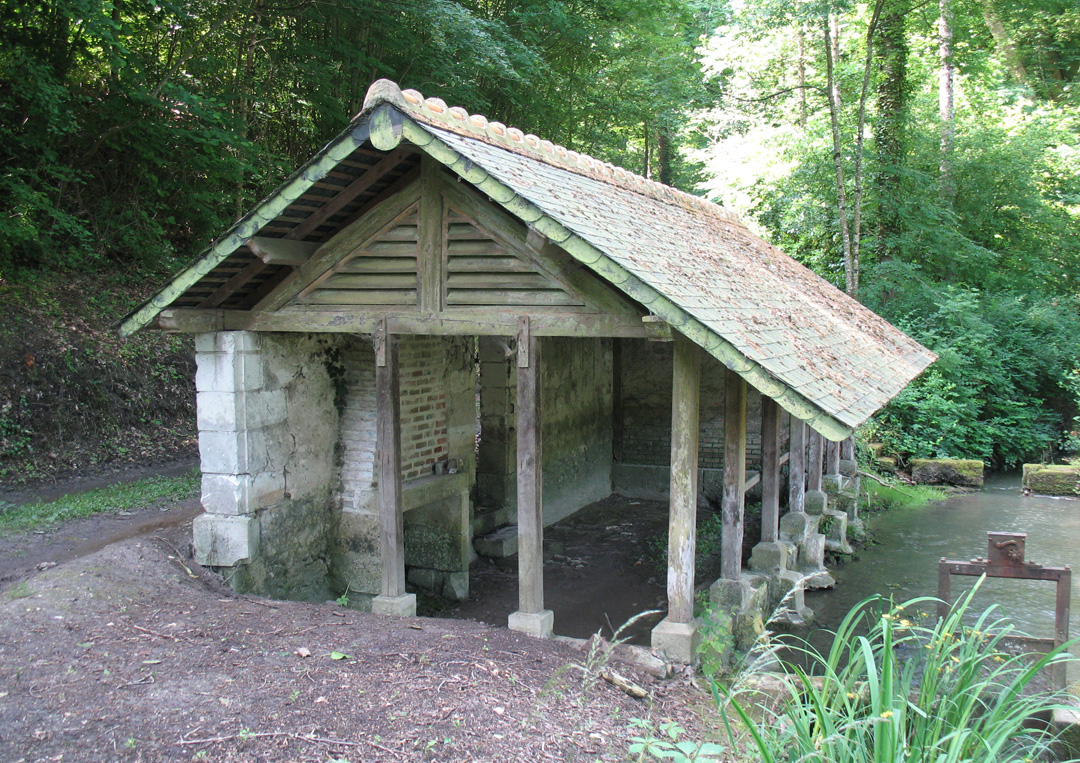
Lavoir et sa cheminée.
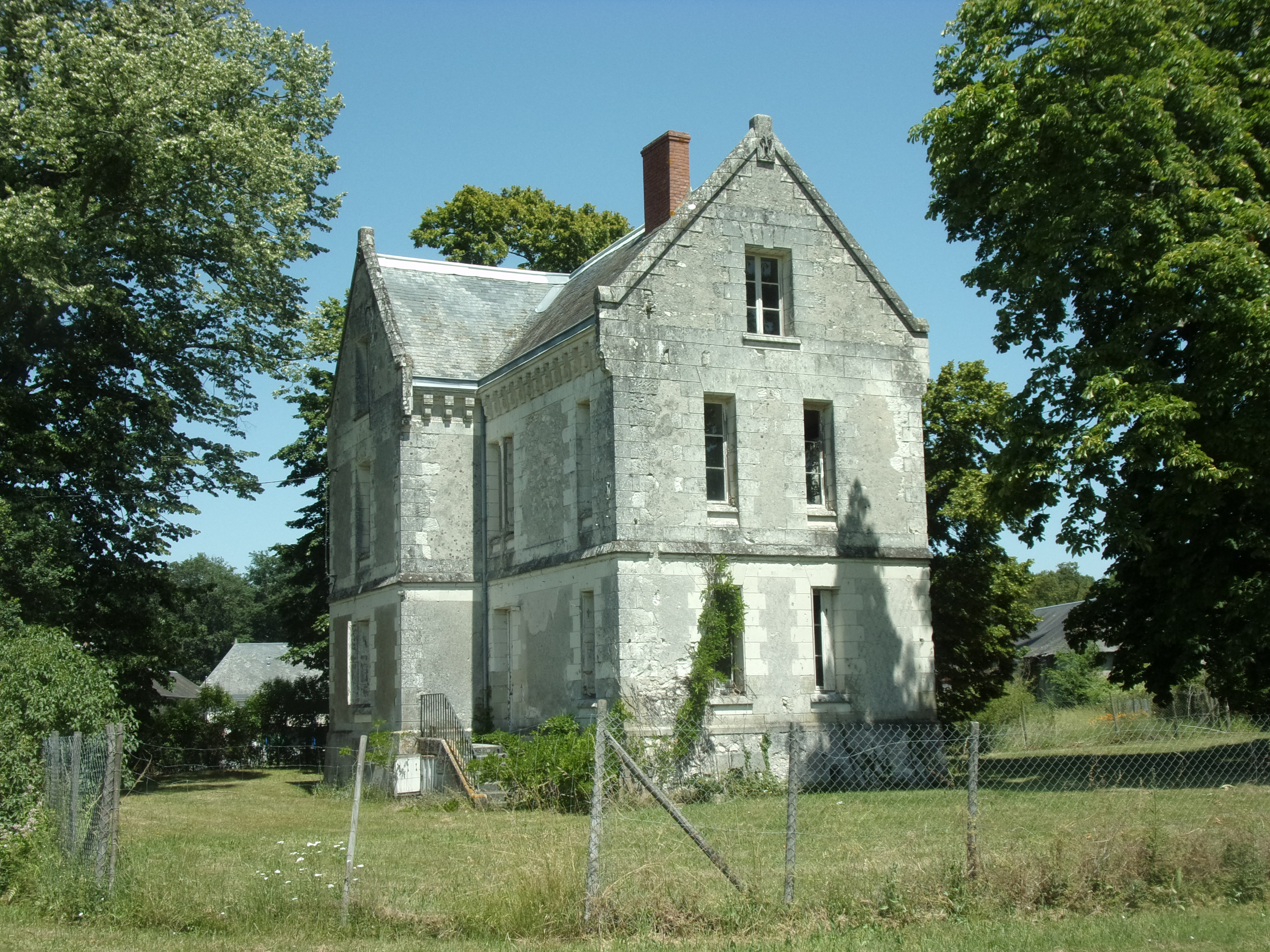
Maison du régisseur.
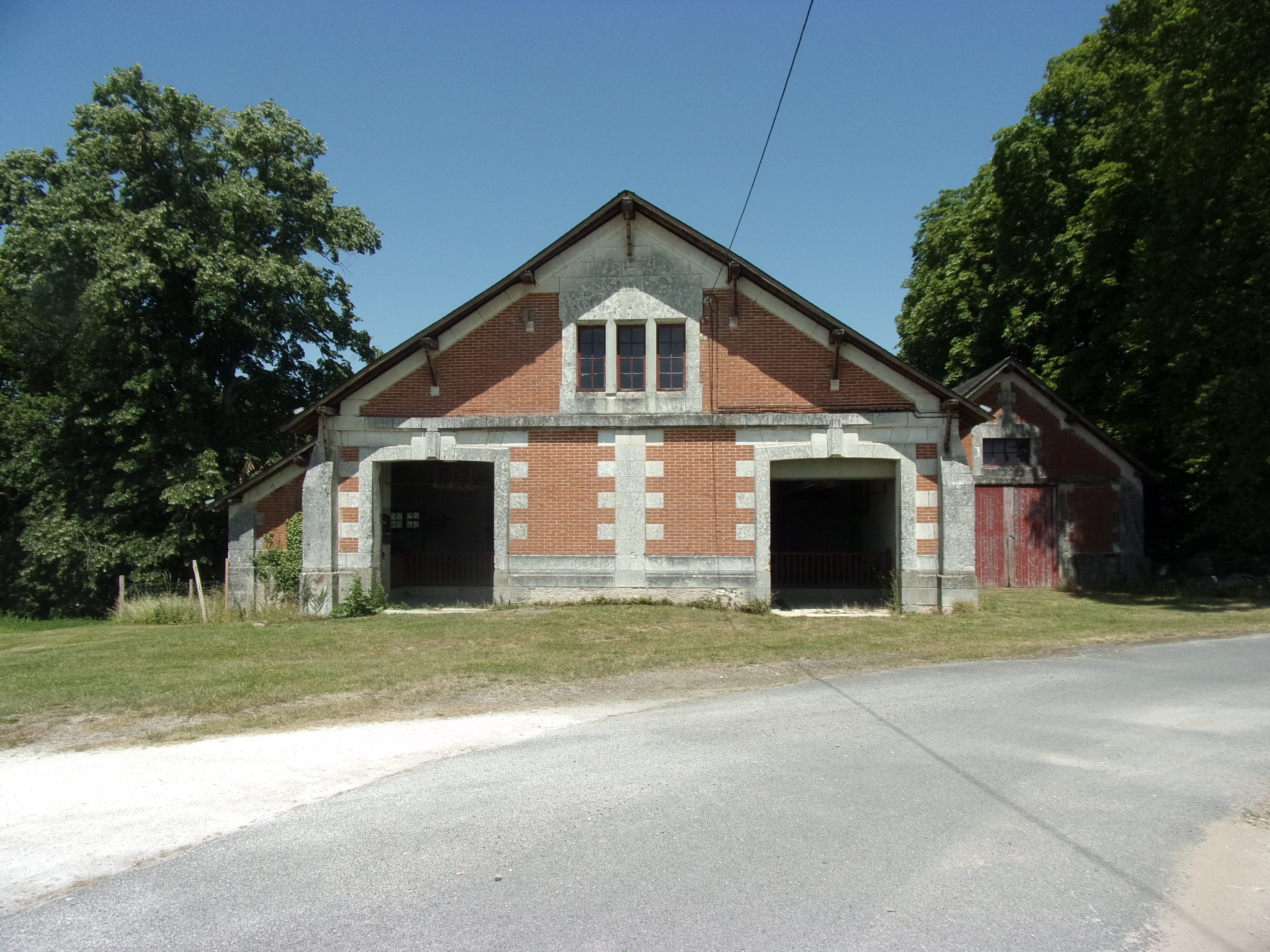
Chais du domaine viticole.

## Dans les arts et la culture
Honoré de Balzac, qui a eu l'occasion de visiter le château de Candé, sans doute sous la conduite de Jean de Margonne, propriétaire du château de Saché, en fait le théâtre de l'un de ses Cent Contes drolatiques, rédigés à partir de 1831 : le frontispice du troisième tome de l'édition de 1902 représente le château de Candé par Albert Robida, dessin d'artiste ne correspondant pas exactement à l'aspect des lieux.

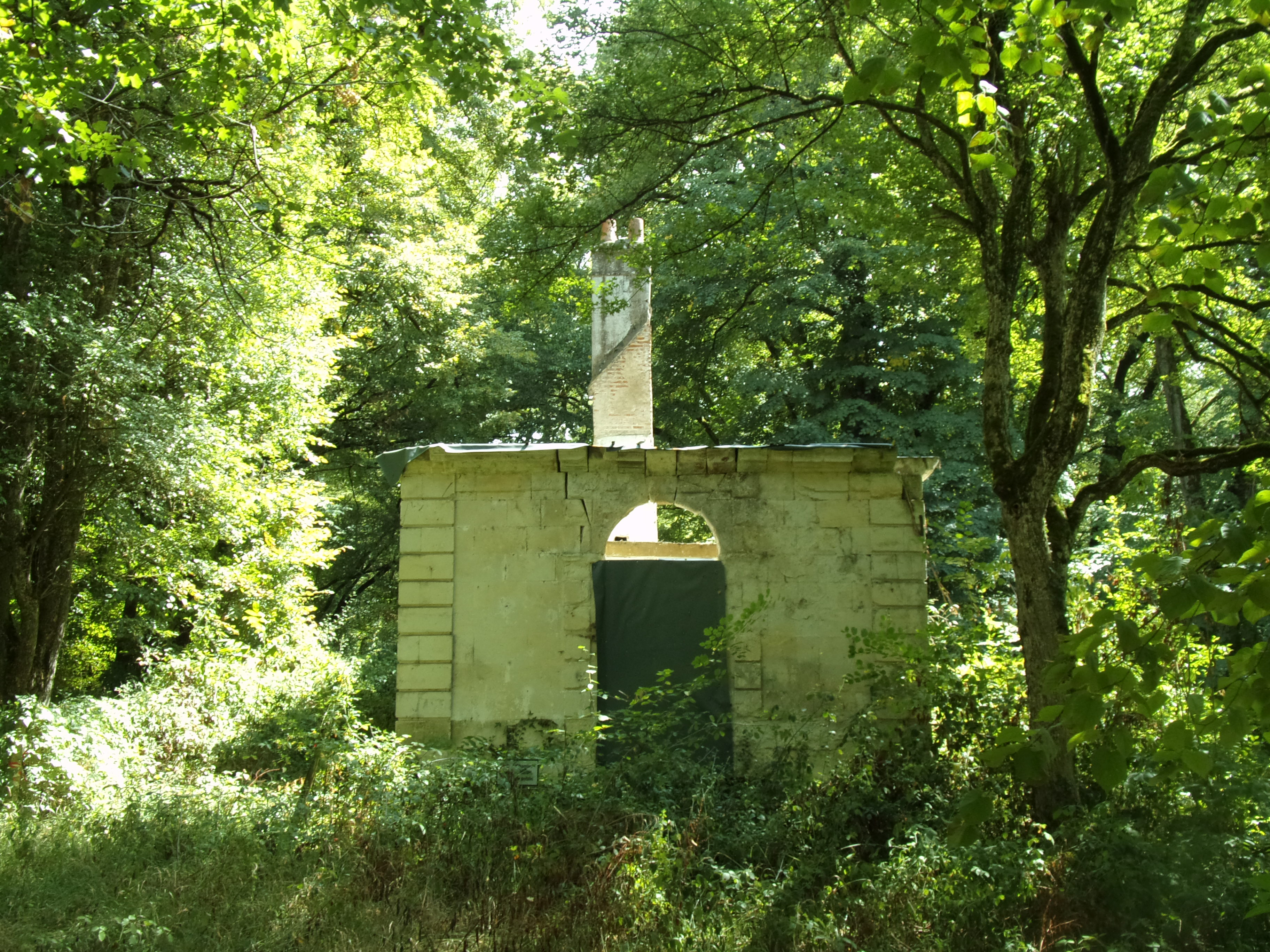
Pavillon de chasse de la Mauclergerie.

L'œuvre de Balzac est à nouveau rattachée au château de Candé lorsqu'en 1974 est tourné dans le pavillon de chasse de la Mauclergerie, sur le territoire de Joué-lès-Tours au milieu de la forêt, une partie du téléfilm Une ténébreuse affaire d'après le roman du même nom. Ce même pavillon de chasse est à nouveau utilisé en 1980 pour le tournage du téléfilm Adieu,. Le tournage de la troisième saison de le série télévisée française Lazy Company s'effectue partiellement au château de Candé, début 2015. C'est également au château de Candé que se déroule, à l'automne de la même année, le tournage d'un épisode du documentaire Secrets d'histoire consacré au destin de Wallis Simpson.

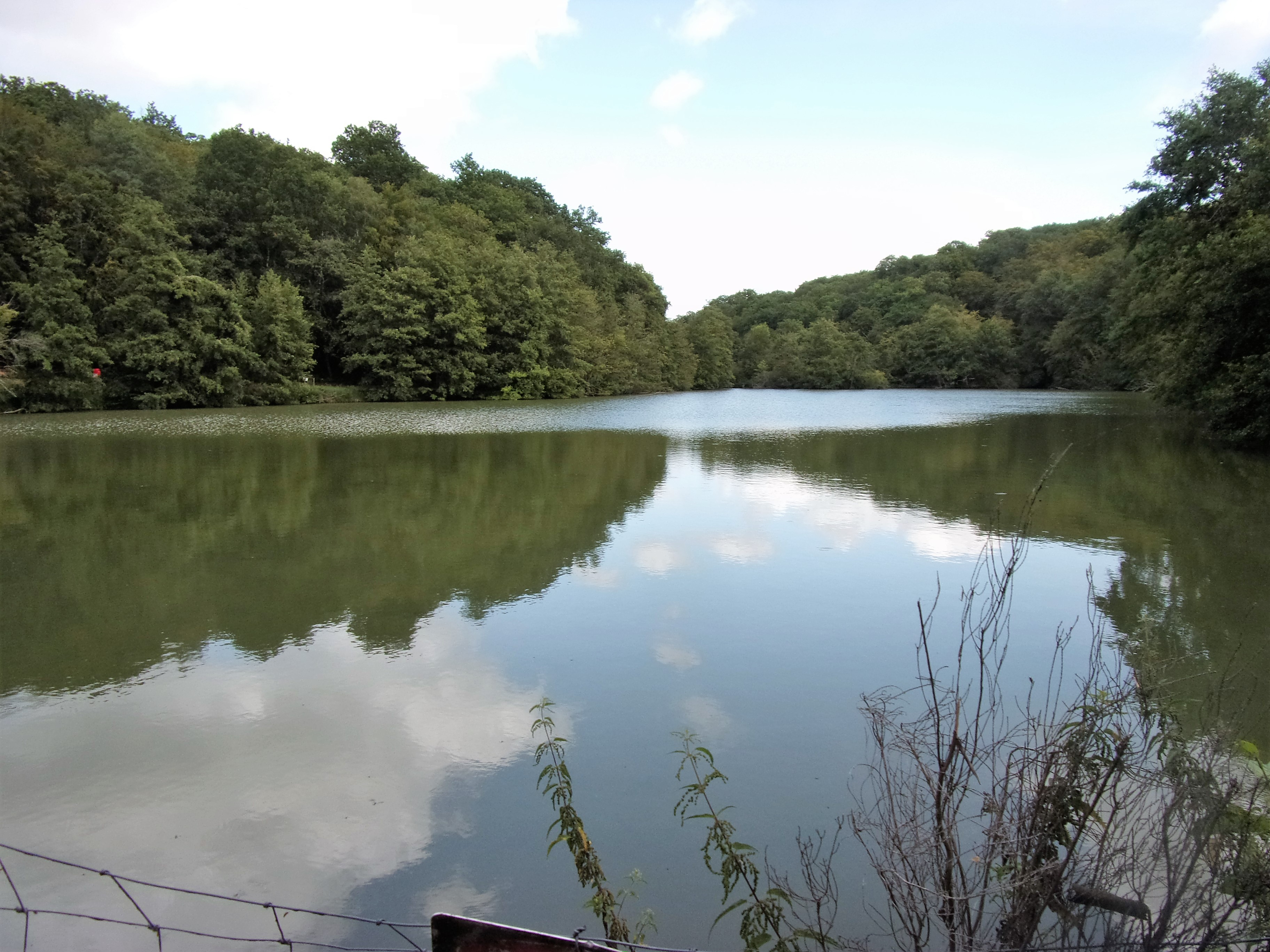
Grand étang du château de Candé.

Les nombreux ouvrages documentaires ou romancés, émissions télévisuelles ou reportages consacrés à l'histoire du duc de Windsor et de Wallis Simpson évoquent tous Candé au sujet du mariage du couple.
Ce mariage et le château semblent avoir inspiré Arthur C. Clarke et Gentry Lee pour leur roman Rama II paru en 1989. L'héroïne Nicole Desjardins, une roturière future astronaute, y rencontre secrètement le Prince de Galles dans un autre château distant d'une quinzaine de kilomètres, Beauvois à Saint-Étienne-de-Chigny dont l'aspect romantique peut rappeler Candé, avec ses bois, l'étang, sa vue superbe.
Au XXIe siècle le site accueille diverses manifestations, comme le Festival Terres du Son, l'un des plus grands festivals estivaux de musique de la région, qui depuis 2008 se déroule chaque année sur trois jours dans le parc, mais également des expositions. Depuis 2000, le domaine et le château sont ouverts au public, les pièces du château étant rendues accessibles au fur et à mesure de leur remeublement.
Les biotopes rencontrés sur le domaine de Candé sont très variés : zones humides, bois, pelouses sèches, mais cette diversité est menacée par le développement, aux limites du domaine, des grandes infrastructures de transport. Le domaine de Candé constitue l'un des vingt-et-un espaces naturels sensibles d'Indre-et-Loire. Il comprend aussi un verger conservatoire de variétés anciennes d'arbres fruitiers ; un millier d'arbres dont de nombreuses variétés de Touraine y ont été plantés par le Conseil général d'Indre-et-Loire en 2007.

## Lieu de tournage
En 2016, une équipe de l'émission Secrets d'Histoire a tourné plusieurs séquences au château dans le cadre d'un numéro consacré à Wallis Simpson intitulé Wallis : la sulfureuse duchesse de Windsor et diffusé le 6 septembre 2016 sur France 2.